# Équipe de Tchécoslovaquie de football
Cet article traite de l'équipe masculine. Pour l'équipe féminine, voir Équipe de Tchécoslovaquie féminine de football.
Vous lisez un « article de qualité » labellisé en 2015.
Maillots
L'équipe de Tchécoslovaquie de football (Československá fotbalová reprezentace), créée en 1920 et dissoute en 1993, est la sélection de joueurs tchécoslovaques représentant le pays dans les compétitions internationales de football masculin, sous l'égide de la Fédération tchécoslovaque de football.
Succédant à l'équipe de Bohême et Moravie, l'équipe tchécoslovaque apparaît en 1919, un an après l'indépendance de la Tchécoslovaquie, et dispute son premier match officiel lors des Jeux olympiques d'Anvers de 1920. En 1934, pour sa première participation à la Coupe du monde, elle ne s'incline qu'en finale face à l'Italie, pays hôte. Occupée par l'Allemagne lors de la Seconde Guerre mondiale, la Tchécoslovaquie est disloquée entre plusieurs États, et plusieurs sélections « remplacent » celle de Tchécoslovaquie. Après sa libération, le pays est en proie à une certaine instabilité politique et la sélection peine à retrouver son niveau d'avant-guerre.
Le début des années 1960 marque le retour au très haut niveau des Tchécoslovaques, qui terminent troisièmes de l'Euro 1960 et sont à nouveau finalistes de la Coupe du monde 1962, où ils s'inclinent face au Brésil. Cette embellie est brève, la Tchécoslovaquie n'arrivant plus ensuite à dépasser le premier tour des compétitions, quand elle parvient à s'y qualifier. Elle crée pourtant la surprise en étant sacrée championne d'Europe en 1976, avant que son homologue olympique ne l'imite en décrochant la médaille d'or à Moscou en 1980. La Tchécoslovaquie réalise une dernière performance notable en atteignant les quarts de finale de la Coupe du monde de 1990.
Après la dissolution du pays en 1993, l'équipe nationale laisse la place à deux nouvelles sélections : celle de Tchéquie, qui sera finaliste de l'Euro trois ans plus tard, et celle de Slovaquie. La Tchéquie hérite du siège de membre de la Tchécoslovaquie auprès de la Fédération internationale (FIFA), de l'UEFA et du Comité international olympique (CIO), dans la continuité de celle-ci.

## Histoire
Forte de deux finales de Coupe du monde de football en 1934 et 1962 et d’un titre de champion d’Europe en 1976, la Tchécoslovaquie est une sélection reconnue en Europe et dans le monde. L’apogée du football tchécoslovaque se situe dans les années 1970 et 1980, avec le championnat d’Europe et la médaille d'or olympique.

### La Bohême au temps de l'empire austro-hongrois (1892-1918)
Avant la Première Guerre mondiale, le territoire de la Tchécoslovaquie est sous domination de l'Autriche-Hongrie. Le football apparaît en Europe centrale à la fin du XIXe siècle, notamment à Prague, qui compte de nombreux étudiants. Le premier match enregistré dans cette ville et dans le pays se déroule en 1892. Les premiers clubs sont alors fondés, comme le SK Slavia Prague et l'AC Sparta Prague, fondés respectivement en 1892 et 1895, tandis qu'un premier championnat de Bohême et Moravie est organisé à partir de 1896.
Le 19 octobre 1901, treize clubs fondent la Český svaz footballový (ČSF) en français : « Association tchèque de football », l’ancêtre de l'actuelle Fédération de République tchèque. Six ans plus tard, elle devient membre de la FIFA, mais seulement à titre provisoire à la suite de protestations de l'Association autrichienne, qui refuse de voir l'Autriche-Hongrie avoir d'autres fédérations que celles de l'Autriche et de la Hongrie. Une équipe de Bohême et Moravie est mise en place à partir de 1903 pour disputer des matchs amicaux, notamment face aux voisins hongrois. Entre 1903 et 1908, les deux sélections s'affrontent six fois, avant que la Bohême et Moravie ne défie à Prague la sélection anglaise, qui achève sa première tournée continentale par une victoire 4-0,. Jan Košek est une des vedettes de cette période.
De 1908 à 1918, malgré le boycott organisé par les Autrichiens, les équipes de Prague sont réputées, et la ville est une étape incontournable des clubs en tournée européenne. Une sélection de Bohême et Moravie, composée essentiellement de joueurs du Slavia, remporte le tournoi européen organisé en 1911 par l’éphémère Union internationale amateur de football association (UIAFA) dans le cadre de l'Exposition internationale du Nord de la France, en battant la France et l'Angleterre.

### Les débuts contrastés de l’équipe de Tchécoslovaquie (1918-1933)

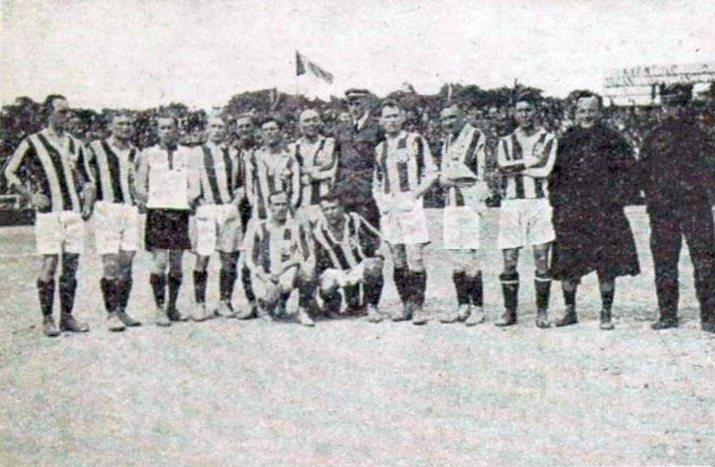
L'équipe victorieuse des Jeux Interalliés en 1919.

Créée en 1918 à partir de territoires austro-hongrois peuplés de Tchèques, de Slovaques et de Ruthènes, d'une importante population de langue allemande dans les Sudètes ainsi que des minorités hongroises, la Tchécoslovaquie peine d'abord à établir sa légitimité. L'association tchèque n'est rebaptisée qu'en 1922 Československá associace footballová (ČSAF) en français : « association tchécoslovaque de football », et un championnat national n'est organisé qu'à partir de 1925.

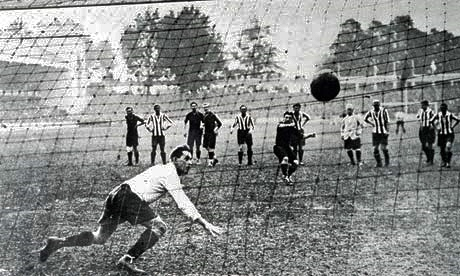
Finale des Jeux olympiques d'Anvers de 1920 entre la Belgique et la Tchécoslovaquie.

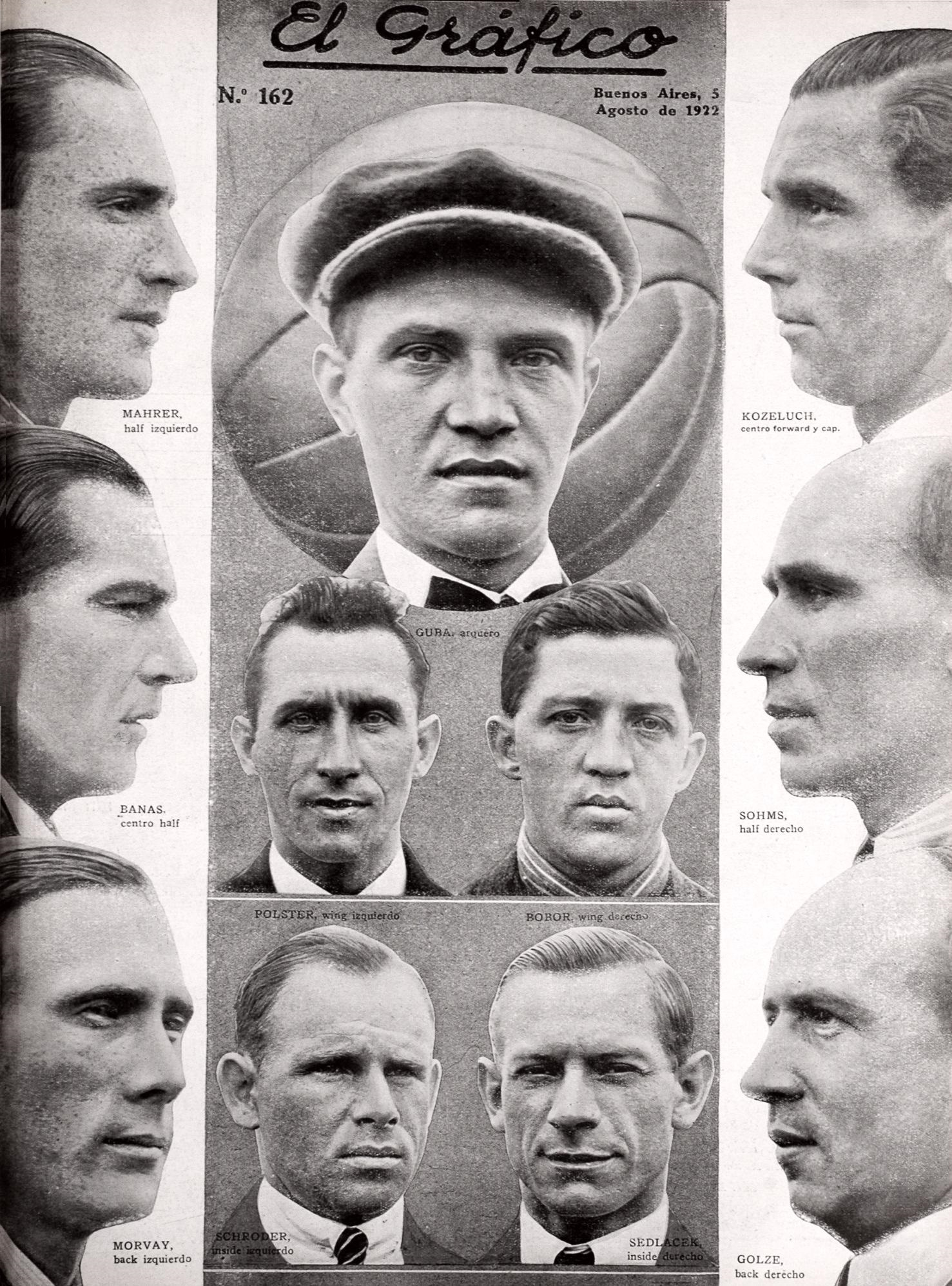
La sélection de 1922.

La pratique du football étant cependant bien implantée dans le pays, une sélection nationale est rapidement mise en place. En juin 1919, une délégation est envoyée aux Jeux interalliés à Paris. Si le tournoi est réservé au personnel militaire ayant participé aux combats de la Première Guerre mondiale du côté des Alliés, la sélection est dans les faits composée essentiellement de joueurs du Sparta Prague. Avec trois victoires en poule puis une quatrième en finale contre la France (3-2), les Tchécoslovaques remportent la médaille d'or. L'attaquant Antonín Janda brille particulièrement. Ce dernier tournoi n'étant pas reconnu par le CIO et la FIFA, les débuts officiels de la sélection datent des Jeux olympiques d'Anvers de 1920, organisés l'été suivant. Elle affronte le 28 août la Yougoslavie, qui fait elle aussi ses débuts officiels, et l'emporte largement sur le score de sept buts à zéro,. Sur la lancée de cette victoire spectaculaire, les Tchécoslovaques atteignent la finale en écartant la Norvège (4-0) puis la France (4-1). Ils y affrontent la Belgique, pays hôte. Deux ans après la fin de la Première Guerre mondiale et la création de la Tchécoslovaquie, le tournoi dépasse le cadre d'une simple compétition sportive, et le climat ambiant tourne à l'hystérie. Menés deux buts à zéro, les Tchécoslovaques quittent le terrain après l'expulsion d'un des leurs en fin de première mi-temps, en signe de protestation contre l'arbitrage qu'ils jugent biaisé. La sélection est disqualifiée de la compétition et repart sans médaille,.
Après le succès de la sélection tchécoslovaque aux Jeux, le football se développe encore plus dans le pays, avec la création du premier club professionnel tchécoslovaque et d'Europe centrale, le SK Zidenice de la ville de Brno, en 1922. Recrutant de nombreux joueurs hongrois, le club ambitionne de se financer uniquement sur des tournées et matchs de gala. Alors que se lance un championnat professionnel à Prague, le club en revient finalement à l'amateurisme marron.
La sélection de Tchécoslovaquie ne reprend du service qu'un an plus tard. Elle enchaîne les matchs amicaux, souvent victorieux, jusqu'aux Jeux olympiques de Paris de 1924. Après avoir battu la Turquie au premier tour, la Tchécoslovaquie, donnée favorite, affronte la Suisse. Le match est heurté : les Tchécoslovaques ouvrent le score mais sont finalement rejoints, après que Josef Čapek ait été expulsé par l'arbitre. Un match d'appui est organisé, que les Suisses (dont le buteur Max Abegglen est promu capitaine) remportent en toute fin de partie. L'étonnante équipe de Suisse, dirigée par les Britanniques Teddy Duckworth et Jimmy Hogan et le Hongrois Izidor Kürschner, ne s'incline qu'en finale face à l'Uruguay, qui a époustouflé les observateurs par son niveau de jeu,.
Le professionnalisme est introduit dans le football tchécoslovaque en 1925, avec la création du championnat national, et l'adoption du statut professionnel par le Sparta Prague et le Slavia Prague,. Cela représente aussi le premier championnat de football professionnel d'Europe centrale. En 1927, l'Autrichien Hugo Meisl impulse l'organisation d'une compétition des sélections d'Europe centrale, baptisée Coupe internationale européenne, à l'image de la Coupe Mitropa pour les clubs, dont la première édition est remportée par le Sparta Prague. Antonín Švehla, premier ministre tchécoslovaque, offre le trophée, la Coupe Švehla. Les sélections d'Autriche, de Hongrie, d'Italie, de Suisse et de Tchécoslovaquie, soit les meilleures du moment en Europe continentale, s'affrontent dans un mini-championnat, qui se déroule de septembre 1927 à mai 1930. L'Italie l'emporte avec cinq victoires et un nul en huit rencontres, tandis qu'avec quatre victoires et deux nuls, la Tchécoslovaquie termine troisième.
En 1928, la Fédération organise à Prague un tournoi pour le 10e anniversaire de l'indépendance du pays, que la Tchécoslovaquie remporte en finale face à la Yougoslavie. Elle fait par contre l'impasse sur le tournoi olympique de 1928 - ses meilleurs joueurs disputant le championnat professionnel local, ils ne peuvent pas y participer - et ne répond pas à l'invitation de participer à la première édition de la Coupe du monde de football en 1930 en Uruguay, malgré son ouverture aux professionnels (le pays compte alors 227 joueurs professionnels).
Devant le succès populaire rencontré par la Coupe internationale, une nouvelle édition est organisée de février 1931 à octobre 1932. Malgré les sept buts en huit matchs de František Svoboda, la Tchécoslovaquie termine cette fois quatrième, loin derrière l'intouchable Wunderteam autrichienne. Une troisième édition se déroule d'avril 1933 à novembre 1935, sans plus de succès pour les Tchécoslovaques.

### Éphémère succès de la Coupe du monde de 1934 (1933-1939)

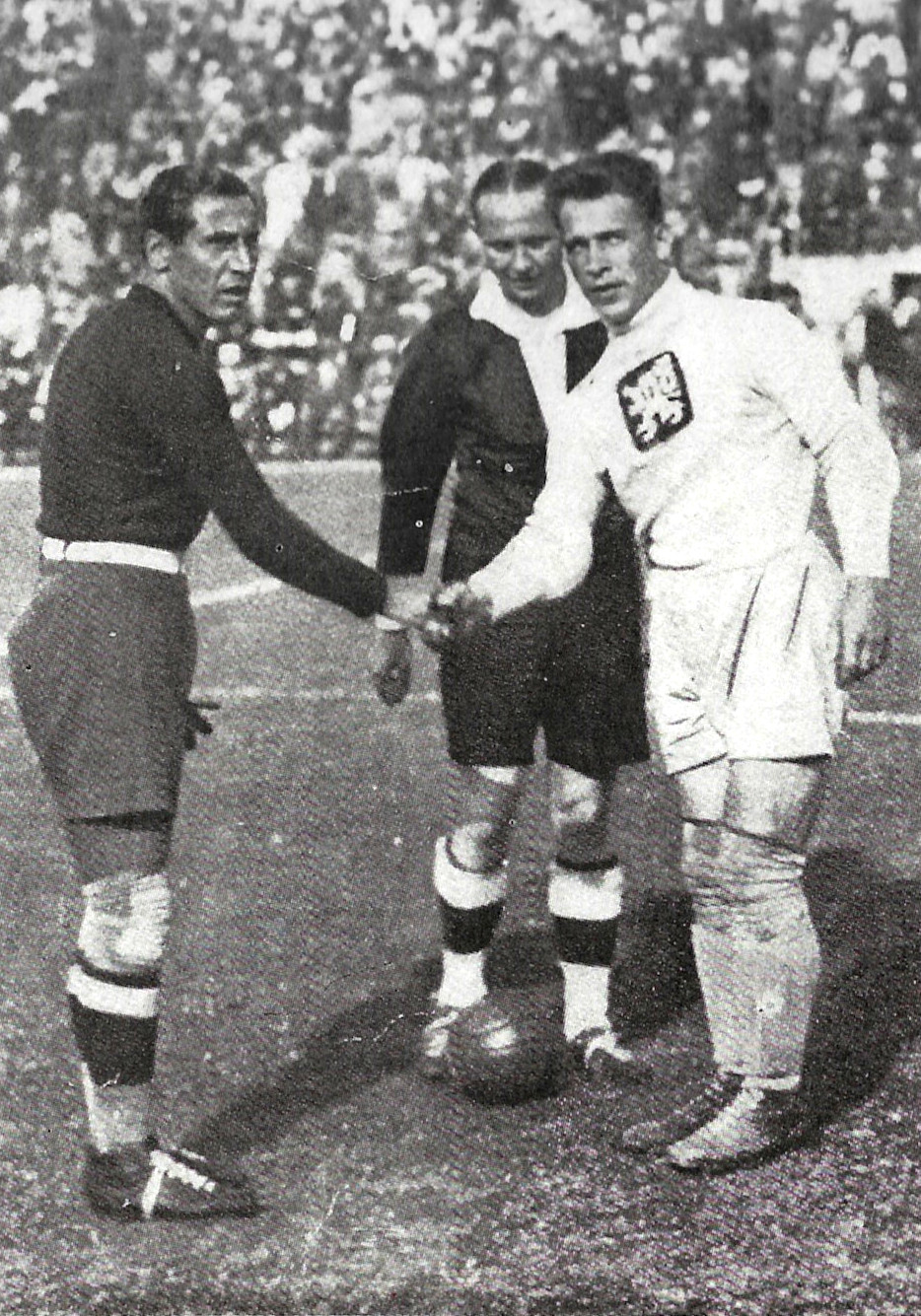
Les capitaines Combi et Plánička avant la finale de la Coupe du monde 1934.

Le succès populaire de la Coupe du monde de 1930 en Uruguay conduit la FIFA à planifier une nouvelle édition, en Europe cette fois-ci. L'Italie de Benito Mussolini est choisie pour l'organiser. La Tchécoslovaquie doit passer par un tour de qualification, remporté face à la Pologne en octobre 1933. Pour sa première participation à une Coupe du monde, l’équipe de Tchécoslovaquie est composée de joueurs du Slavia et du Sparta essentiellement. Le tournoi, à élimination directe, ne permet pas la défaite. La Tchécoslovaquie bat en huitième de finale la Roumanie (2-1), puis la Suisse (3-2) en quart de finale et enfin l’Allemagne (3-1) en demi-finale, en pratiquant un jeu de qualité. En finale, la sélection tchécoslovaque affronte l’Italie, pays organisateur, dont le pouvoir fasciste met les moyens nécessaires à la victoire. Au stade national du Parti National Fasciste et devant 45 000 spectateurs acquis à la cause de l'Italie et du Duce fasciste Benito Mussolini, le match est violent et l'arbitre est relativement conciliant avec les brutalités de la Squadra Azzura. Antonín Puč ouvre le score à vingt minutes de la fin mais les Italiens égalisent in extremis par Raimundo Orsi, un Argentin naturalisé, puis l'emportent finalement en prolongation (2-1), alors que les Tchécoslovaques touchent les montants italiens à trois reprises. La finale du mondiale est le premier match de l'histoire commenté en direct à la radio. Le meilleur buteur de la compétition est le Tchécoslovaque Oldřich Nejedlý avec cinq réalisations. Malgré la défaite, les Tchécoslovaques rentrent en héros dans leur pays.
En octobre 1935, les Tchécoslovaques ont l'occasion de prendre une revanche symbolique en recevant la sélection italienne à Prague à l'occasion de leur dernier match en Coupe internationale. Même s'ils l'emportent (2-1), ils n'empêchent pas l'Italie de remporter la coupe, et ne terminent qu'à une modeste quatrième place. En mars 1936 débute la 4e édition de la Coupe internationale. La compétition est interrompue en avril 1938 à la suite de l’Anschluss, l’annexion de l'Autriche par l'Allemagne nazie. En parallèle de la Coupe internationale, parmi les nombreux matchs amicaux qu'elle dispute, la sélection défie l'Angleterre au White Hart Lane de Londres en décembre 1937, ne s'inclinant que quatre buts à cinq face à une sélection alors invaincue sur son sol.

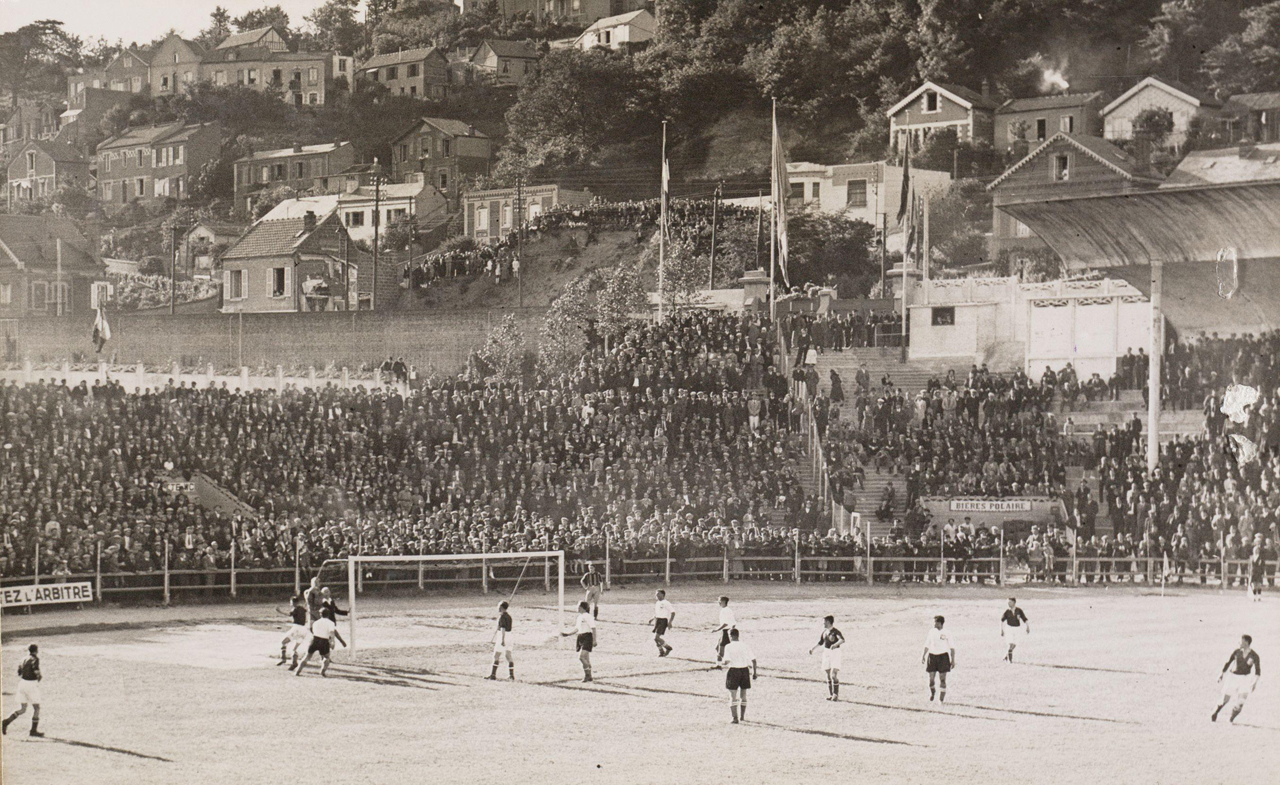
Lors de la Coupe du monde 1938, la Tchécoslovaquie bat les Pays-Bas.

En lice pour participer à la Coupe du monde de 1938 en France, la Tchécoslovaquie passe facilement l'obstacle de la Bulgarie en tour préliminaire. Comme quatre ans plus tôt, le tournoi est à élimination directe. En huitième de finale, la Tchécoslovaquie écarte les Pays-Bas (3-0 a. p.). En quart de finale, elle affronte le Brésil de Leônidas. Alors que les deux équipes ont la réputation de pratiquer un jeu « spectaculaire », le match tourne au pugilat, à un tel point qu'il reste connu comme la « bataille de Bordeaux ». Le match, d'une rare violence, voit cinq joueurs sortir sur blessure (les remplacements n'existent alors pas encore), dont le gardien et capitaine Plánička et le buteur Nejedlý, sur fracture, et trois joueurs expulsés par l'arbitre,. Le score est cependant de parité à la fin de la prolongation (1-1), et le match doit être rejoué deux jours plus tard. Avec deux équipes largement remaniées, les Auriverdes l'emportent cette fois (2-1), menés par Leônidas.
De 1937 à 1938, la Tchécoslovaquie participe à la Coupe Édouard-Bénès, avec la Yougoslavie et la Roumanie. La « Coupe des Pays voisins », comme elle est surnommée, voit la Tchécoslovaquie triompher en restant invaincue lors de ses quatre matchs (trois victoires et un nul).
Mais la bonne forme de la sélection est stoppée par la situation politique qui se détériore dans le pays. En septembre 1938, les accords de Munich valident l'annexion des Sudètes, territoire de la Tchécoslovaquie, par l'Allemagne. La Pologne, puis la Hongrie, envahissent des zones limitrophes à l'automne. La sélection tchécoslovaque dispute son dernier match avant la guerre en décembre 1938 à Prague face à la Roumanie. En mars 1939, l'Allemagne occupe la totalité du territoire restant, réparti entre Protectorat de Bohême-Moravie et République slovaque.

### Les bouleversements de l'occupation allemande et de l'après-guerre (1939-1954)
Alors que le pays est sous occupation allemande, une sélection de Bohême-Moravie et une sélection slovaque sont mises en place en 1939. Après une victoire contre la Yougoslavie et un nul contre l'Ostmark, la Bohême-Moravie fait match nul 4-4 contre la sélection allemande le 12 novembre 1939 à Breslau. Elle ne semble pas disputer d'autres matchs par la suite. Sur le territoire tchécoslovaque, le 23 juin 1944, les dirigeants nazis et la SS organisent un match entre des déportés dans la cour du camp de concentration de Theresienstadt pour donner une image utopique de ces camps.
La Tchécoslovaquie retrouve son indépendance en avril 1945, sous la présidence d'Edvard Beneš, parti en exil pendant la guerre. L'équipe de football reprend son activité en avril 1946 et multiplie les matchs amicaux, à Prague et à travers l'Europe. En février 1948, le Coup de Prague installe au pouvoir un régime communiste, fidèle à l'Union soviétique de Joseph Staline : la Tchécoslovaquie devient un pays du Bloc de l'Est. Ces bouleversements politiques touchent les clubs de football : le Slavia Prague, devenu le Dynamo, quitte bientôt la première division, tandis que le Sparta est renommé Spartak Sokolovo. Les deux géants sont remplacés au sommet du football national par le Dukla Prague, fondé par l'armée au lendemain du coup d’État,, le FC Spartak Trnava, soutenu par la métallurgie, ou encore le Slovan Bratislava.
Malgré ces bouleversements politiques, la sélection poursuit sa route, d'autant que le sport est vu par le système communiste comme un moyen de canaliser le nationalisme blessé de ce pays. La Tchécoslovaquie est invitée à participer en 1948 à la 10e édition de la Coupe des Balkans, aux côtés de la Yougoslavie, de la Roumanie et de la Bulgarie notamment, ainsi qu'à la nouvelle édition de la Coupe internationale, la première depuis la guerre. Les difficultés politiques et économiques du moment compliquent cependant la tenue de ces compétitions. La Coupe des Balkans est interrompue alors que la Tchécoslovaquie est dernière du classement provisoire avec quatre défaites en autant de matches, tandis que la Coupe internationale s'étale sur cinq ans. La Tchécoslovaquie en termine deuxième derrière la fameuse sélection hongroise invaincue de 1950 à 1954. Ces deux sélections sont vues d'un bon œil par leurs régimes respectifs, qui y trouvent une formidable vitrine internationale.
Dans un contexte de guerre froide, la Tchécoslovaquie refuse, tout comme ses voisins communistes d'Union soviétique et de Hongrie, de s'inscrire à la Coupe du monde de 1950 pour des raisons politiques. Quatre ans plus tard, elle remporte son groupe de qualification devant la Roumanie et la Bulgarie et fait son retour en phase finale de Coupe du monde, organisée en Suisse. Les Tchécoslovaques sont éliminés sans marquer le moindre but, repartant avec deux sévères défaites contre les deux têtes de série de son groupe, l'Uruguay, tenante du titre (2-0), et l'Autriche (5-0).
À Bâle, la Fédération tchécoslovaque devient l'un des membres fondateurs du Groupe des Associations Européennes, rebaptisé plus tard UEFA, à l'occasion de la Coupe du monde 1954. Lors de cette première réunion de l'UEFA, la Tchécoslovaquie représente également la Roumanie, absente pour des raisons de visa. En rejoignant l'UEFA comme de nombreux pays du Bloc de l'Est, la Fédération tchécoslovaque montre que cette nouvelle organisation, bien qu'ancrée à l'Ouest, est au-dessus de la situation politique tendue entre Ouest et Est. Toutefois, la Tchécoslovaquie et six autres pays se rassemblent au sein de l'UEFA sous le nom de « Groupe des Pays de l'Est ». En particulier pour la Tchécoslovaquie, cela montre l'ambition de « multiplier les contacts avec toutes les nations européennes ».

### La génération Masopust, finaliste de la Coupe du monde 1962 (1954-1967)

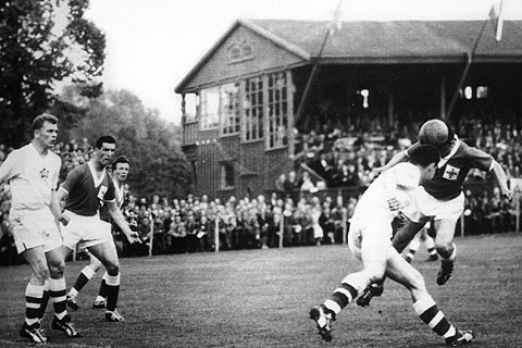
Confrontation avec l'Irlande du Nord lors de la Coupe du monde 1958.

La Tchécoslovaquie débute en mars 1955 la sixième édition de la Coupe internationale, qui dure encore une fois près de cinq ans. Elle remporte pour la première fois le tournoi et son nouveau trophée, la coupe du Dr. Gerö, du nom de l'ancien président de la Fédération autrichienne, avec sept victoires en dix matchs face à l'Autriche, la Hongrie, l'Italie, la Suisse et la Yougoslavie.
Elle se qualifie aussi pour la Coupe du monde de 1958, qui se tient en Suède. Battue d'entrée par la surprenante Irlande du Nord (1-0), elle se ressaisit et obtient un match nul prometteur face à l'Allemagne, championne du monde en titre (2-2), puis domine largement l'Argentine (6-1). La Tchécoslovaquie doit alors jouer un match d'appui contre l'Irlande du Nord avec laquelle elle se retrouve à égalité de points. Les Tchécoslovaques perdent à nouveau contre les Irlandais (2-1 a. p.) et sont éliminés dès le premier tour.
L'UEFA, née en 1954 et dont la Fédération tchécoslovaque est membre fondateur, annonce en juin 1958 l'organisation de la première Coupe d'Europe des nations, malgré la réticence de plusieurs de ses membres les plus influents. Cette compétition continentale, disputée en alternance avec la Coupe du monde, s'inscrit dans la lignée des différentes compétitions régionales comme la Coupe internationale européenne. Les Tchécoslovaques s'y inscrivent et sont tirés au sort pour jouer la seule rencontre de tour préliminaire, avant d'accéder aux huitièmes-de-finale. Vainqueurs de l'Irlande 4-0 au match retour après une étonnante défaite 0-2 à Dublin, les Tchécoslovaques continuent leur chemin en écartant facilement le Danemark en huitième de finale puis la Roumanie en quart de finale, et se retrouvent ainsi en France pour disputer le tournoi final. La sélection compte notamment trois piliers du Dukla Prague : Josef Masopust, Ladislav Novák et Svatopluk Pluskal. Face une équipe d'URSS très athlétique, emmenée par Lev Yachine, meilleur gardien de but du moment, ils s'inclinent nettement en demi-finale (0-3). En petite finale, ils dominent à Marseille une équipe de France décevante (2-0) et montent sur le podium,.
Deux ans plus tard, la Tchécoslovaquie attaque la Coupe du monde de 1962 avec ces quelques certitudes, après une qualification cependant difficile : un match d'appui contre l'Écosse dans le groupe 8 est en effet nécessaire, la Tchécoslovaquie l'emportant après prolongation (4-2). Avec la plupart de ses joueurs venant du Dukla Prague soutenu par l'armée, la sélection tchécoslovaque bat au premier tour l’Espagne (1-0) puis fait match nul contre le Brésil, tenant du titre (0-0). La défaite contre le Mexique (1-3) est sans conséquence car la Tchécoslovaquie avait déjà son billet pour les quarts de finale en poche. Elle retrouve alors sa voisine, la Hongrie, menée par son attaquant Flórián Albert. Les Tchécoslovaques l'emportent de façon heureuse, un but à zéro, grâce aux exploits de son gardien de but Viliam Schrojf. En demi-finale, la Tchécoslovaquie bat la Yougoslavie trois buts à un. En finale, elle retrouve le Brésil. Malgré l'ouverture du score de leur milieu de terrain Josef Masopust, récipiendaire du Ballon d'or en fin d'année, les Tchécoslovaques doivent s'incliner face au talent de Garrincha et des siens (3-1),.

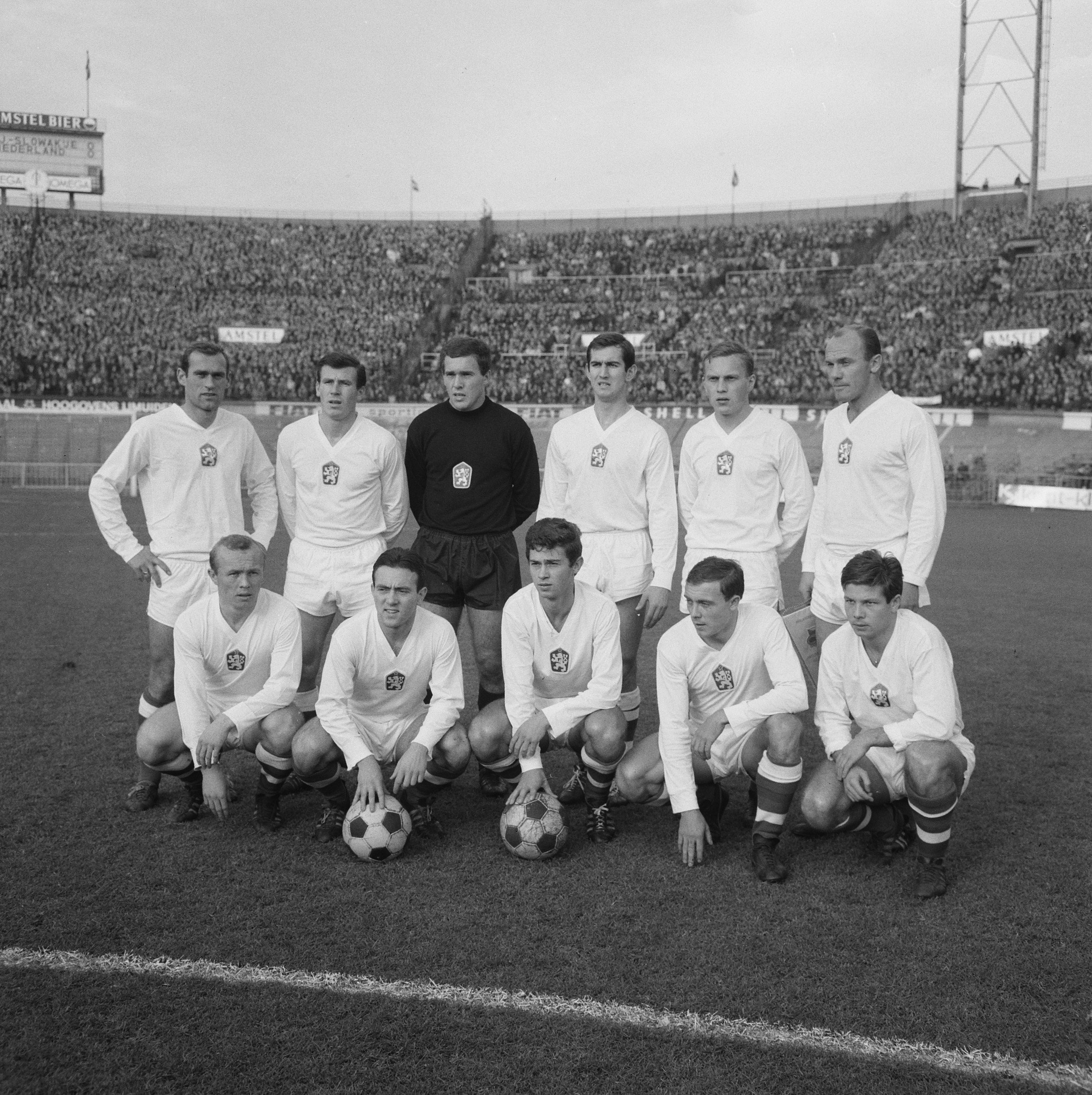
Équipe de Tchécoslovaquie en 1966.

En mars 1963, la sélection subit toutefois un revers inattendu en étant sortie d'entrée au tour préliminaire de l'Euro 1964 par l'Allemagne de l'Est,. Lors des éliminatoires de la Coupe du monde 1966, les Tchécoslovaques sont battus à Bratislava par le Portugal d'Eusébio, Ballon d'or cette année-là. Cette défaite est finalement déterminante dans la course à la qualification, car les Portugais terminent en tête du groupe, deux points devant la Tchécoslovaquie. Cette élimination signe la fin de la génération Masopust-Novák.

### Le Championnat d’Europe 1976: la consécration au niveau européen (1967-1982)
La reconstruction est difficile. Lors des éliminatoires de l'Euro 1968, les Tchécoslovaques laissent échapper la qualification en perdant le dernier match du groupe, à domicile face à la modeste Irlande, en toute fin de rencontre (1-2). Pour la Coupe du monde 1970 au Mexique, ils sont à la lutte avec la redoutable Hongrie pour la place qualificative du groupe 2. Les deux équipes terminent en tête à égalité de points et, la différence de buts (favorable aux Hongrois) étant ignorée, un match d'appui doit être disputé sur terrain neutre à Marseille. Les Tchécoslovaques qui n'avaient pris qu'un point en deux matchs contre la Hongrie, s'imposent quatre buts à un. Le tirage au sort de la phase finale au Mexique n'avantage pas la sélection tchécoslovaque puisqu'elle se retrouve placée dans le groupe 3 en compagnie de deux des principaux favoris : le champion du monde sortant, l'Angleterre, et le Brésil de Pelé et de Rivelino. Contre la Tchécoslovaquie, le Brésilien Pelé tente un lob depuis le rond central mais ne marque pas, tandis que Rivelino inscrit pour le Brésil un but d'anthologie sur un coup franc lointain avec une puissance et une précision excellentes. La Tchécoslovaquie rentre en Europe avec trois défaites en autant de matchs.

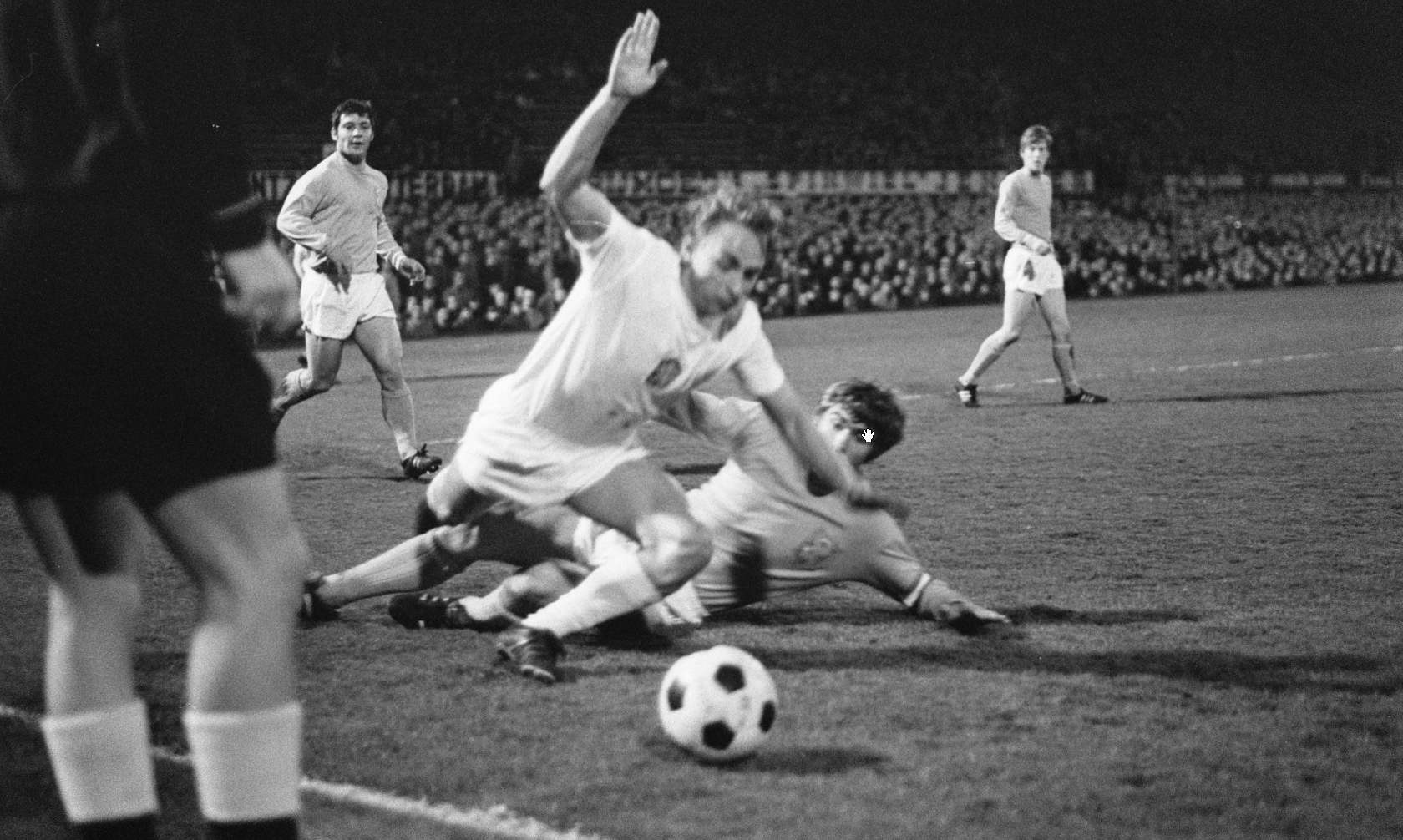
Match contre les Pays-Bas en 1969.

Dans la course à l'Euro 1972, la Tchécoslovaquie est éliminée à la différence de buts par la Roumanie en phase de groupe préliminaire. Toutefois, la Tchécoslovaquie construit son avenir avec les espoirs, qui sont sacrés champions d'Europe avec de futurs internationaux seniors comme Zdeněk Nehoda. Quelques mois plus tard, elle est invitée à disputer le tour final de la Coupe de l'Indépendance au Brésil, une sorte de mini-Coupe du monde où elle obtient notamment un match nul contre le pays hôte, vainqueur attendu du tournoi. Dans son groupe éliminatoire à la Coupe du monde de 1974, elle est devancée par l'Écosse à cause d'un match nul concédé au Danemark.
Portés par leur gardien de but Ivo Viktor et leur buteur Zdeněk Nehoda, les Tchécoslovaques parviennent à se qualifier pour une nouvelle phase finale à l'occasion du Championnat d'Europe 1976. Il leur faut pour cela remporter leur groupe préliminaire devant le Portugal et l'Angleterre, malgré une sévère défaite inaugurale à Wembley (3-0), puis écarter l'Union soviétique en quart de finale. Ils se qualifient pour leur première finale européenne en battant en demi-finale après prolongation les Pays-Bas de Johan Cruijff, vice-champions du monde. Les Tchécoslovaques remportent leur premier trophée officiel sur la scène internationale face à la RFA en finale à Belgrade (2-2 ap ; 5-3 tab),. La première séance de tirs au but de l'histoire du championnat d'Europe intervient à l'issue d'un match riche en rebondissements. L'Allemand Uli Hoeness manque son tir. Un but d'Antonín Panenka, cinquième tireur tchécoslovaque, suffit alors pour gagner le titre européen. Panenka réalise un geste d'anthologie ; il surprend le gardien Sepp Maier, l'un des meilleurs gardiens de l'époque, en tirant son penalty en « feuille morte » au milieu du but. Le geste est tout d'abord connu sous le nom de « penalty tchèque », avant de revenir plus tard au nom de son réalisateur, la Panenka,,,.
En dépit de sa couronne européenne, la Tchécoslovaquie, battue au pays de Galles puis en Écosse, ne parvient pas à se qualifier pour la Coupe du monde 1978, organisée en Argentine. Tenante du titre, elle parvient par contre à se qualifier pour la phase finale de l'Euro 1980, en devançant de justesse la France du jeune Michel Platini dans son groupe éliminatoire. En match d'ouverture, elle s'incline face à la RFA, dans la répétition de la finale de 1976 (0-1). Victorieuse de la Grèce et solide contre les Pays-Bas, vice-champions du monde, la Tchécoslovaquie prend la deuxième place du groupe et se qualifie pour la petite finale où elle décroche la troisième place du tournoi après un match fermé et une interminable séance de tirs au but contre le pays hôte, l'Italie (1-1, 9-8 tab),.

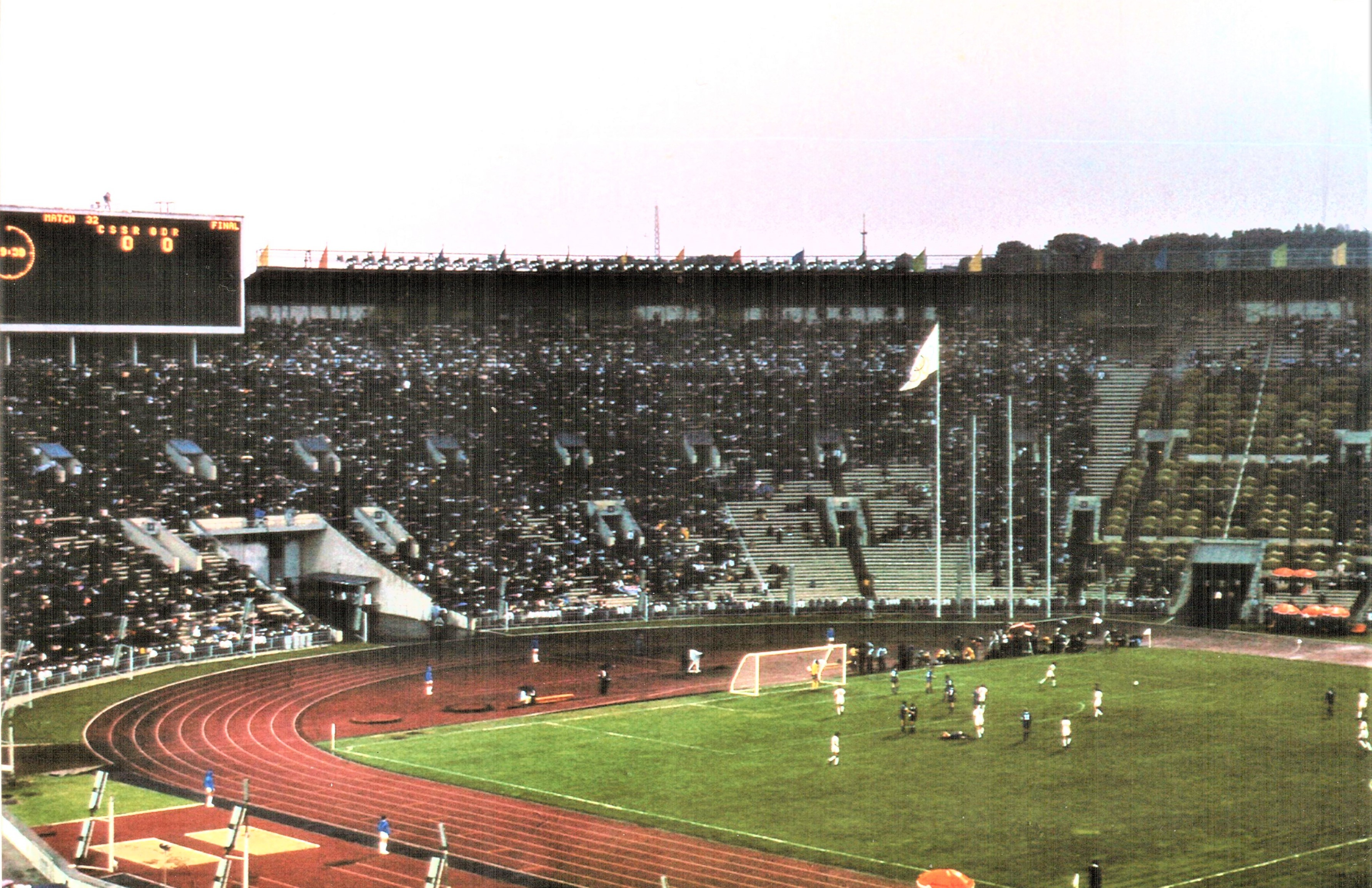
Finale du tournoi de football des Jeux olympiques de 1980.

Le même été, la sélection olympique tchécoslovaque, qui compte dans ses rangs les internationaux A Ladislav Vízek et František Štambachr, remporte la médaille d'or aux Jeux olympiques de Moscou. Dans un tournoi boycotté par plusieurs délégations, dont les États-Unis, l'Argentine et la Norvège, la Tchécoslovaquie domine dans le tableau final Cuba, la Yougoslavie et enfin l'Allemagne de l'Est. Jindřich Svoboda est l'unique buteur en finale.
Les Tchécoslovaques font leur retour en Coupe du monde en 1982, en Espagne, en devançant en tour préliminaire le pays de Galles à la différence de buts. À la lutte avec la France et l'Angleterre dans un groupe difficile, ils se mettent dans l'embarras en concédant d'abord un match nul au Koweït (1-1). Battus par l'Angleterre, ils sont dos au mur face à la France et dans l'obligation de gagner pour se qualifier. Ils ne peuvent faire mieux que match nul (1-1), malgré une fin de match qui leur est acquise, et quittent donc le tournoi au premier tour. Signe de leur frilosité générale, les deux buts des Tchécoslovaques ont été inscrits sur penalty par Antonín Panenka, grand spécialiste de l'exercice.

### Les dernières années d'une sélection toujours redoutée (1982-1993)
Le football tchécoslovaque traverse une passe plus difficile au milieu des années 1980. La sélection échoue en effet par deux fois en phase préliminaire de l'Euro et manque la qualification pour la Coupe du monde au Mexique. Elle est ainsi dominée par la Roumanie et la Suède dans la course à l'Euro 1984, malgré une victoire sur l'Italie championne du monde ; elle termine seulement quatrième et avant-dernière de son groupe éliminatoire pour la Coupe du monde 1986 derrière l'Allemagne, le Portugal et la Suède ; enfin elle est devancée d'un petit point par le Danemark dans la course à l'Euro 1988, en partie à cause de sa seule et sévère défaite concédée en Finlande.

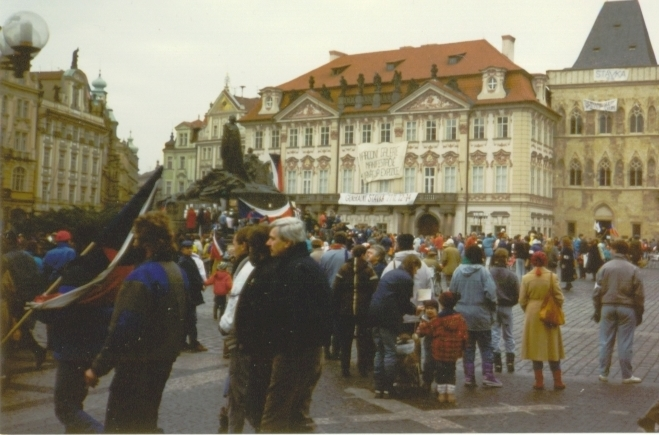
La Révolution de velours provoque la chute et la dissolution de la Tchécoslovaquie et de sa sélection nationale de football.

En 1989, la Révolution de velours précipite la chute du régime du Parti communiste tchécoslovaque et la fin de sa République socialiste, qui devient la République fédérale tchèque et slovaque. La vie politique est marquée par une séparation de plus en plus nette entre les deux régions du pays, les Slovaques désirant une décentralisation plus importante.
Cette période troublée coïncide avec le renouveau de la sélection tchécoslovaque : forte de son duo d'attaque Bílek-Skuhravý, la Tchécoslovaquie retrouve la phase finale du mondial en écartant notamment le Portugal lors des éliminatoires. En Italie en 1990, les Tchécoslovaques réalisent un très bon tournoi et effectuent leur meilleur parcours en Coupe du monde depuis la finale de 1962. Ils passent ainsi le premier tour en dominant facilement les États-Unis et l'Autriche. Ils surclassent ensuite le Costa Rica, grâce à un triplé de Skuhravý en fin de match (4-1), ce qui leur offre un quart de finale face à l'Allemagne, un des grands favoris du tournoi. Dominés et réduits à dix lors des vingt dernières minutes, les Tchécoslovaques résistent et s'inclinent contre les futurs champions du monde en ne concédant qu'un seul but, marqué sur penalty par Lothar Matthäus. Tomáš Skuhravý est le deuxième meilleur buteur du tournoi avec cinq réalisations.
Le 2 mai 1990, la Fédération déclare son indépendance vis-à-vis de l'État tchécoslovaque. La Fédération ainsi que les clubs deviennent des entreprises privées, dont beaucoup font faillite en 1991. C'est ainsi que parmi les vingt-deux joueurs de la sélection tchécoslovaque à la Coupe du monde 1990, dix-sept partent jouer pour des clubs occidentaux. La sélection tchécoslovaque parvient toutefois à se classer deuxième du groupe 1 des éliminatoires de l'Euro 1992 derrière une équipe de France irrésistible et invaincue, portée par l'efficacité de son buteur Jean-Pierre Papin, Ballon d'or en fin d'année.

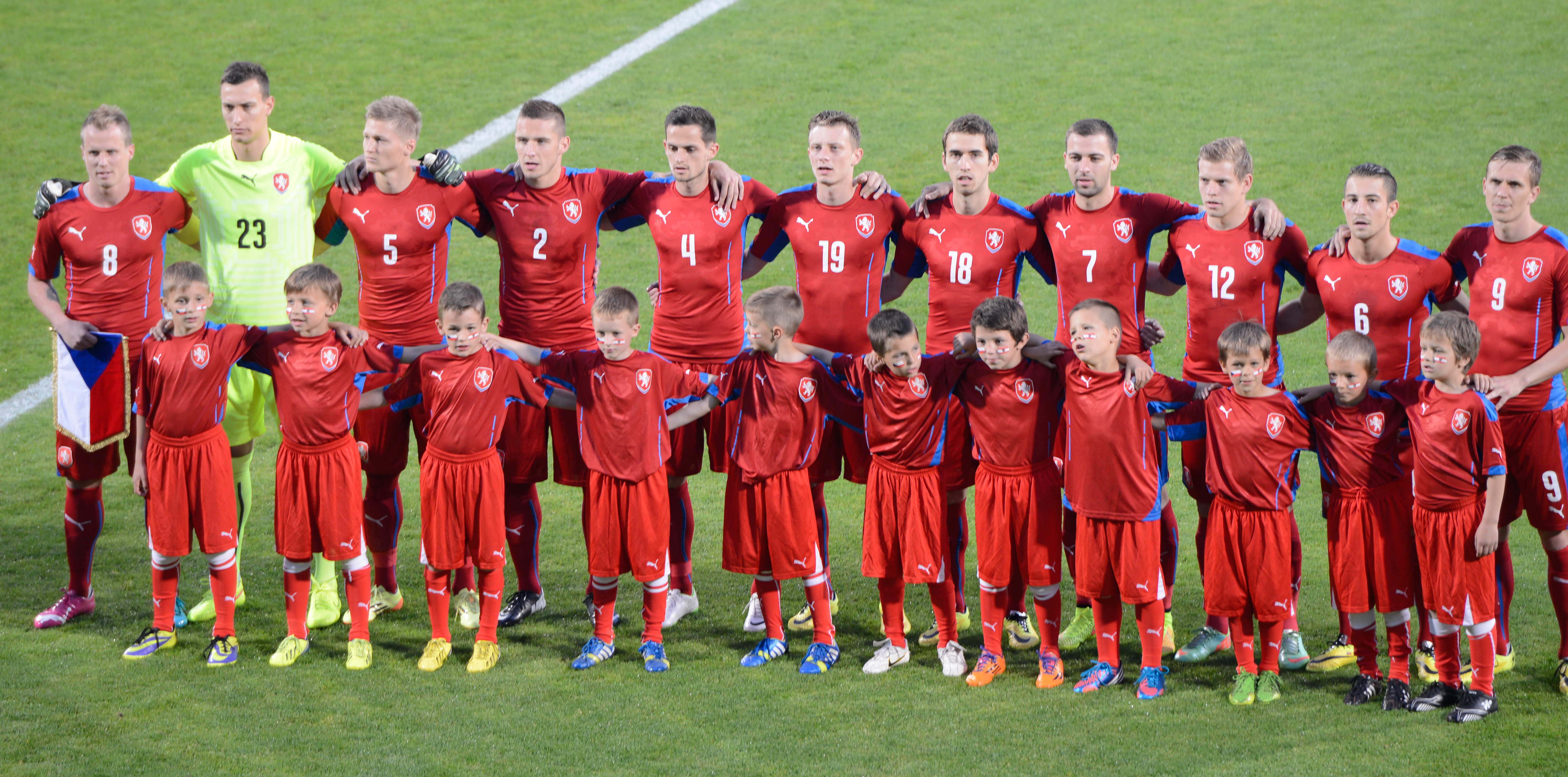
L'équipe de Tchéquie en 2014.

En 1992, des négociations entre Tchèques et Slovaques aboutissent à un accord sur la dissolution de la République fédérale au 1er janvier 1993. L'équipe de Tchécoslovaquie entame à l'automne 1992 la campagne des éliminatoires de la Coupe du monde 1994, puis poursuit et termine cette phase préliminaire de mars à novembre 1993 sous la bannière de « Représentation des Tchèques et des Slovaques » (RTS),, tandis que les deux nouvelles fédérations de football indépendantes, tchèque et slovaque, s'apprêtent à succéder à la fédération tchécoslovaque. La qualification pour le Mondial se joue sur le dernier match à Bruxelles contre la Belgique, le 17 novembre. Malgré une grande domination, les Tchèques et Slovaques ne marquent pas. Le match nul (0-0) qualifie les Belges et signe la véritable fin de l'équipe de Tchécoslovaquie.
En accord avec les parties concernées, la Fédération de la République tchèque de football hérite, dans la continuité, du siège de membre de la Fédération tchécoslovaque de football à la FIFA et à l'UEFA, tandis que la fédération slovaque de football doit formuler une demande d'affiliation. La sélection tchèque, héritière principale de la sélection tchécoslovaque, fait ainsi ses débuts en février 1994 et réalise sa première grande performance deux ans plus tard en atteignant la finale de l'Euro 1996,. Elle sera encore demi-finaliste de l'Euro en 2004. La sélection slovaque, qui avait été de son côté recréée de façon informelle dès juin 1992 fait également officiellement ses débuts en février 1994. Elle participe pour la première fois à la Coupe du monde de football en 2010 en battant notamment son voisin tchèque.

## Résultats

### Palmarès
L'équipe de Tchécoslovaquie a atteint deux fois la finale de la Coupe du monde, en 1934 et en 1962. Elle remporte le titre de champion d’Europe en 1976, ce qui constitue son seul titre international majeur. De son côté, l'équipe de Tchécoslovaquie olympique remporte la médaille d'or en 1980 aux Jeux olympiques de Moscou et la médaille d'argent en 1964 aux Jeux olympiques de Tokyo.
| Compétitions internationales | Tournois amicaux                              | Sélection olympique                                                     |
| --- | --------------------------------------------- | ----------------------------------------------------------------------- |
| - Jeux interalliés - Vainqueur : 1919 - Coupe du monde - Finaliste : 1934 et 1962 - Championnat d'Europe (1) - Vainqueur : 1976 - Troisième : 1960 et 1980 - Coupe internationale européenne (1) - Vainqueur : 1960 | - Vainqueur de la Coupe Édouard Bénès en 1938 | - Jeux olympiques (1) - Médaille d'or : 1980 - Médaille d'argent : 1964 |

### Parcours en compétitions internationales
L'équipe de Tchécoslovaquie a disputé huit phases finales de Coupe du monde sur quinze possibles, et trois phases finales de Championnat d'Europe sur neuf possibles. Elle remporte une finale, celle du championnat d'Europe en 1976, en perd deux, celles des Coupes du monde de 1934 et 1962, et termine deux autres fois sur le podium.
| Année | Résultat                             | Class.       | J            | G            | N            | P            | bp           | bc           |
| ----- | ------------------------------------ | ------------ | ------------ | ------------ | ------------ | ------------ | ------------ | ------------ |
| 1930  | Non inscrit                          | Non inscrit  | Non inscrit  | Non inscrit  | Non inscrit  | Non inscrit  | Non inscrit  | Non inscrit  |
| 1934  | Finale                               | 2e           | 4            | 3            | 0            | 1            | 9            | 6            |
| 1938  | Quart de finale                      | 5e           | 3            | 1            | 1            | 1            | 5            | 3            |
| 1950  | Non inscrit                          | Non inscrit  | Non inscrit  | Non inscrit  | Non inscrit  | Non inscrit  | Non inscrit  | Non inscrit  |
| 1954  | Groupe 1er tour (huitième de finale) | 14e          | 2            | 0            | 0            | 2            | 0            | 7            |
| 1958  | Groupe 1er tour (huitième de finale) | 9e           | 4            | 1            | 1            | 2            | 9            | 6            |
| 1962  | Finale                               | 2e           | 6            | 3            | 1            | 2            | 7            | 7            |
| 1966  | Non qualifié                         | Non qualifié | Non qualifié | Non qualifié | Non qualifié | Non qualifié | Non qualifié | Non qualifié |
| 1970  | Groupe 1er tour (huitième de finale) | 15e          | 3            | 0            | 0            | 3            | 2            | 7            |
| 1974  | Non qualifié                         | Non qualifié | Non qualifié | Non qualifié | Non qualifié | Non qualifié | Non qualifié | Non qualifié |
| 1978  | Non qualifié                         | Non qualifié | Non qualifié | Non qualifié | Non qualifié | Non qualifié | Non qualifié | Non qualifié |
| 1982  | Groupe 1er tour (douzième de finale) | 19e          | 3            | 0            | 2            | 1            | 2            | 4            |
| 1986  | Non qualifié                         | Non qualifié | Non qualifié | Non qualifié | Non qualifié | Non qualifié | Non qualifié | Non qualifié |
| 1990  | Quart de finale                      | 6e           | 5            | 3            | 0            | 2            | 10           | 5            |
| 1994  | Non qualifié                         | Non qualifié | Non qualifié | Non qualifié | Non qualifié | Non qualifié | Non qualifié | Non qualifié |
| Total | 8/15                                 |              | 30           | 11           | 5            | 14           | 44           | 45           |

| Année | Résultat      | Class.       | J            | G            | N            | P            | bp           | bc           |
| ----- | ------------- | ------------ | ------------ | ------------ | ------------ | ------------ | ------------ | ------------ |
| 1960  | Demi-finale   | 3e           | 2            | 1            | 0            | 1            | 2            | 3            |
| 1964  | Non qualifié  | Non qualifié | Non qualifié | Non qualifié | Non qualifié | Non qualifié | Non qualifié | Non qualifié |
| 1968  | Non qualifié  | Non qualifié | Non qualifié | Non qualifié | Non qualifié | Non qualifié | Non qualifié | Non qualifié |
| 1972  | Non qualifié  | Non qualifié | Non qualifié | Non qualifié | Non qualifié | Non qualifié | Non qualifié | Non qualifié |
| 1976  | Vainqueur     | 1er          | 2            | 1            | 1            | 0            | 5            | 3            |
| 1980  | Petite finale | 3e           | 4            | 1            | 2            | 1            | 5            | 4            |
| 1984  | Non qualifié  | Non qualifié | Non qualifié | Non qualifié | Non qualifié | Non qualifié | Non qualifié | Non qualifié |
| 1988  | Non qualifié  | Non qualifié | Non qualifié | Non qualifié | Non qualifié | Non qualifié | Non qualifié | Non qualifié |
| 1992  | Non qualifié  | Non qualifié | Non qualifié | Non qualifié | Non qualifié | Non qualifié | Non qualifié | Non qualifié |
| Total | 3/9           |              | 8            | 3            | 3            | 2            | 12           | 10           |

La sélection tchécoslovaque participe aux six éditions de la Coupe internationale européenne, lancée en 1927 et dont la dernière édition s'achève en 1960, au moment où la Coupe d'Europe des nations est disputée pour la première fois. Le tournoi oppose la Tchécoslovaquie à ses voisines : l'Italie, vainqueur en 1930 et 1935, l'Autriche, vainqueur en 1932, la Hongrie, vainqueur en 1953, la Suisse, et la Yougoslavie lors de sa dernière édition.
En 1948, elle est invitée à la 10e édition de la Coupe des Balkans, qui oppose traditionnellement la Yougoslavie, la Roumanie, la Bulgarie ainsi que des nations voisines, mais qui cette fois-là est étendue à l'Europe centrale. Le tournoi reste inachevé, les Tchécoslovaques ne disputant que quatre matchs sur douze (dont un en commun avec la Coupe internationale 1948-1953), pour autant de défaites.
| Année                                | Class.  | M  | V  | N  | D  | bp  | bc |
| ------------------------------------ | ------- | -- | -- | -- | -- | --- | -- |
| 1927-1930                            | 2e      | 8  | 4  | 2  | 2  | 17  | 10 |
| 1931-1932                            | 4e      | 8  | 2  | 3  | 3  | 18  | 19 |
| 1933-1935                            | 4e      | 8  | 2  | 4  | 2  | 11  | 11 |
| 1936-1938 (Compétition non terminée) | -       | 7  | 3  | 1  | 3  | 16  | 20 |
| 1948-1953                            | 2e      | 8  | 4  | 1  | 3  | 18  | 12 |
| 1955-1960                            | 1er     | 10 | 7  | 2  | 1  | 24  | 14 |
| Total                                | 1 titre | 49 | 22 | 13 | 14 | 104 | 86 |

| Année                           | Class.     | M          | V          | N          | D          | bp         | bc         |
| ------------------------------- | ---------- | ---------- | ---------- | ---------- | ---------- | ---------- | ---------- |
| 1929 à 1947                     | Non invité | Non invité | Non invité | Non invité | Non invité | Non invité | Non invité |
| 1948 (Compétition non terminée) | -          | 4          | 0          | 0          | 4          | 3          | 8          |
| 1973 à 1980                     | Non invité | Non invité | Non invité | Non invité | Non invité | Non invité | Non invité |
| Total                           | -          | 4          | 0          | 0          | 4          | 3          | 8          |

### Parcours aux Jeux olympiques
Dans la plupart des pays, le tournoi de football olympique n'est pas le fait de la sélection A car jusqu'en 1984 il est officiellement réservé aux joueurs amateurs. Cette distinction devient sensible dès la fin des années 1920, après l'organisation de la Coupe du monde de football par la Fédération internationale en 1930.
La Tchécoslovaquie, où un championnat professionnel est mis en place dès 1925, est dans ce cas et décide de faire l'impasse sur le tournoi olympique dès 1928, tout comme l'Autriche et la Hongrie voisines. Par conséquent, si la délégation tchécoslovaque a remporté deux médailles olympiques, l'argent en 1964 et l'or en 1980 à Moscou, ces succès ne peuvent être attribués à la sélection A, mais à sa sélection olympique.
Finalement, seul le parcours aux Jeux 1920 peut être attribué à la sélection A de Tchécoslovaquie : elle y remporte ses trois premiers matchs et dispute la finale, qu'elle abandonne en cours de partie en protestation contre l'arbitrage. Disqualifiée, elle retourne en Tchécoslovaquie sans médaille.

## Identité

### Couleurs

Drapeau de la Tchécoslovaquie.
Lion blanc de la Tchécoslovaquie (1918-1961).
Lion blanc de la Tchécoslovaquie communiste.

Lors de leurs premières compétitions, en 1919 et 1920, les joueurs tchécoslovaques portent un maillot rayé, blanc et probablement rouge, un short blanc ou noir et des bas noirs.
Par la suite, la sélection joue généralement avec un maillot rouge uni, un short blanc et des bas bleus. Cet équipement reprend les couleurs du Drapeau de la Tchécoslovaquie, adopté en 1920, ainsi que le maillot du Sparta Prague, d'où sont alors originaires nombre de joueurs de la sélection. C'est avec ces couleurs que la sélection dispute la finale de la Coupe du monde de 1934, au cours de laquelle le maillot est seulement décoré d'un écusson sur lequel figure un grand lion blanc. Lors de ce tournoi, le deuxième jeu d'équipements est composé d'un maillot blanc, d'un short noir et de bas bleus. Quatre ans plus tard, les couleurs des deux jeux sont les mêmes, sauf le short extérieur passé au rouge.
Lors de la Coupe du monde 1962, les Tchécoslovaques jouent avec un maillot blanc, au milieu duquel un écusson rouge contient le lion blanc et l'étoile communiste. Les shorts sont blancs ou rouges (en finale), les bas rayés de rouge, blanc et bleu. Leur survêtement est barré du sigle « ČSSR », les initiales de Československá socialistická republika en français : « République socialiste tchécoslovaque ».
En 1970, la sélection joue tout de blanc, du maillot jusqu'aux bas. Lors du titre de 1976, le maillot rouge est de retour, notamment en finale de l'Euro contre l'Allemagne. Le rouge reste de vigueur dans les années 1980 et jusqu'à la fin de la sélection, en 1993. Cet ensemble rouge-blanc-bleu est repris par la suite par l'équipe nationale de Tchéquie.
| Finale 1934 | 1954 | Finale 1962 | 1970 | 1976 | Années 1980 | 1990 (dom.) | 1990 (ext.) | 1992–93 (ext.) |

### Style de jeu
Le football tchécoslovaque, et particulièrement celui de sa sélection, se construit sur un style de jeu dès le début du XXe siècle, quand l'Écossais Jake Madden vient appliquer au Slavia Prague les principes de jeu écossais d'alors, fait de passes courtes au sol. Madden, à la tête du Slavia depuis quinze ans, est invité à accompagner la sélection tchécoslovaque lors de sa première compétition officielle, les Jeux olympiques d'Anvers de 1920. Avec Jimmy Hogan et Hugo Meisl notamment, Madden est vu comme un des principaux inspirateurs de l'école du football « danubien », qui produit dans les années 1930 et par la suite de nombreux joueurs particulièrement doués techniquement, Hongrois, Autrichiens ou Tchécoslovaques notamment,.
Après la Coupe du monde de 1934, le style de l'équipe est qualifié dans l'hebdomadaire Football par le dessinateur Ben de « géomètre », en référence à la précision du jeu et des tactiques déployées par les Tchécoslovaques. En comparaison, le style de la Hongrie voisine est qualifié de « savant » et celui de l'Argentine d'« acrobate ».
Par la suite, le football tchécoslovaque cultive, avec un certain succès, ce mélange de jeu court et précis et de qualité technique individuelle. Malgré une certaine standardisation du football européen, cette ambition d'un style particulier, fidèle à des principes de jeu historiques, est toujours revendiquée dans les années 2000 par des formateurs tchèques, à l'exemple de Dušan Fitzel.

### Diversité ethnique

Carte linguistique du pays en 1930

Lorsqu'elle est créée en 1918, la Tchécoslovaquie est de par sa nature même, multi-ethnique. Sa population est composée de Tchèques, majoritaires, mais aussi d'Allemands des Sudètes, de Slovaques, de Hongrois, de Ruthènes, d'Ukrainiens et de Russes, de juifs germanophones et d'autres minorités. Le pouvoir, dominé par les Tchèques, s'oppose aux minorités sur leur part d'autonomie politique, notamment avec les Allemands au moment de la montée du nazisme. Ces tensions provoqueront la crise des Sudètes, qui déclenche l'annexion de la Tchéquie, Après la Seconde Guerre mondiale, sous le régime communiste, cette diversité ne concerne pratiquement plus que la cohabitation des Tchèques et des Slovaques.
Pour ce qui est du football, la sélection est au départ largement dominée par les Tchèques, et plus particulièrement par les clubs de Prague, où la pratique du football est ancrée de longue date. Parmi les dix joueurs comptant le plus de sélections, sept sont Tchèques (Zdeněk Nehoda, Ladislav Novák, František Plánička, Josef Masopust, Ivo Viktor, Antonín Puč et Antonín Panenka ; Masopust, né dans un village des Sudètes au milieu d'Allemands, assiste en témoin à la montée des tensions entre les deux communautés dans les années 1930), et trois sont Slovaques (Marián Masný, Karol Dobiaš, Ján Popluhár). L'attaquant Adolf Scherer, né en 1938, est Slovaque, même s'il se sent aussi Français, du fait de son émigration en 1973 dans ce pays. Vers les années 1970, les Slovaques sont plus nombreux et représentent deux tiers de la sélection tchécoslovaque, mais les Tchèques inversent la tendance dans les années 1990. Les Tchèques étant plus nombreux et plus compétitifs que les Slovaques en 1993, lors de la partition du pays, les résultats immédiats de la Tchéquie sont bien meilleurs que ceux de la Slovaquie.
Le Tchèque Vladimír Šmicer explique qu'il se sent toujours tchécoslovaque et qu'il « considère toujours les Slovaques comme [ses] amis, [ses] frères ». Le joueur, qui a évolué avec les deux sélections, déclare que « sans cette séparation, on aurait eu une superbe équipe », et pense même que la Tchécoslovaquie aurait gagné l'Euro 1996, dans lequel la Tchéquie termine finaliste. Le Slovaque Alexander Vencel déclare en 1993, lors de la partition du pays, qu'« humainement, il n’y avait pas de séparation entre les Tchèques et les Slovaques. ».

### Aspects socio-économiques
Si la précédente sélection de ce territoire, la Bohême et Moravie, peine à établir sa légitimité, la sélection tchécoslovaque et ses championnats convainquent rapidement avec des affluences moyennes de 30 000 spectateurs lors de matchs à enjeux.
La population tchécoslovaque est très proche de sa sélection nationale et lui sert de soutien : en 1934, après la finale perdue en Coupe du monde, les joueurs tchécoslovaques rentrent chez eux en héros. Mais le nazisme qui fait sa montée dans cette période crée des divisions en Tchécoslovaquie et en Europe centrale. Finalement, après la fin du conflit, le pays bascule rapidement sous un régime communiste, créant de nombreux changements dans le football tchécoslovaque. Le Dukla Prague, très proche du régime en place, est sacré à de nombreuses reprises champion national : toutefois, à cause de ses contacts très proches avec le gouvernement, le club est assez impopulaire malgré ses succès sportifs. De plus, l'ère de la Tchécoslovaquie communiste voit une montée en puissance des clubs slovaques, qui créent une certaine tension, aussi bien en championnat, qu'en équipe nationale.
Malgré tout, la sélection nationale est toujours soutenue par la population, et par les autorités qui voient en la sélection, un moyen de propagande idéal. Dans les années 1990, les autorités privatisent les clubs tchécoslovaques, dans le mouvement de la Perestroïka, ce qui crée une forte baisse du niveau de la sélection. La dissolution de la Tchécoslovaquie intervient finalement le 1er janvier 1993, brisant la sélection en deux sélections distinctes.

## Infrastructures
| \| Prague Bratislava Brno Košice Ostrava Nitra Olomouc Plzeň Trnava \| Les villes d'accueil de la sélection tchécoslovaque. |
| Prague Bratislava Brno Košice Ostrava Nitra Olomouc Plzeň Trnava                                                            |

Sur les 499 matchs officiels disputés par l'équipe de Tchécoslovaquie, 204 ont lieu à domicile : 136 se déroulent à Prague, la capitale tchèque, 37 à Bratislava, son homologue slovaque, treize à Brno, la capitale de la Moravie, six à Košice, deuxième ville de Slovaquie, autant à Ostrava (Vítkovice), enfin deux à Nitra, deux à Olomouc, un à Plzeň et un à Trnava.

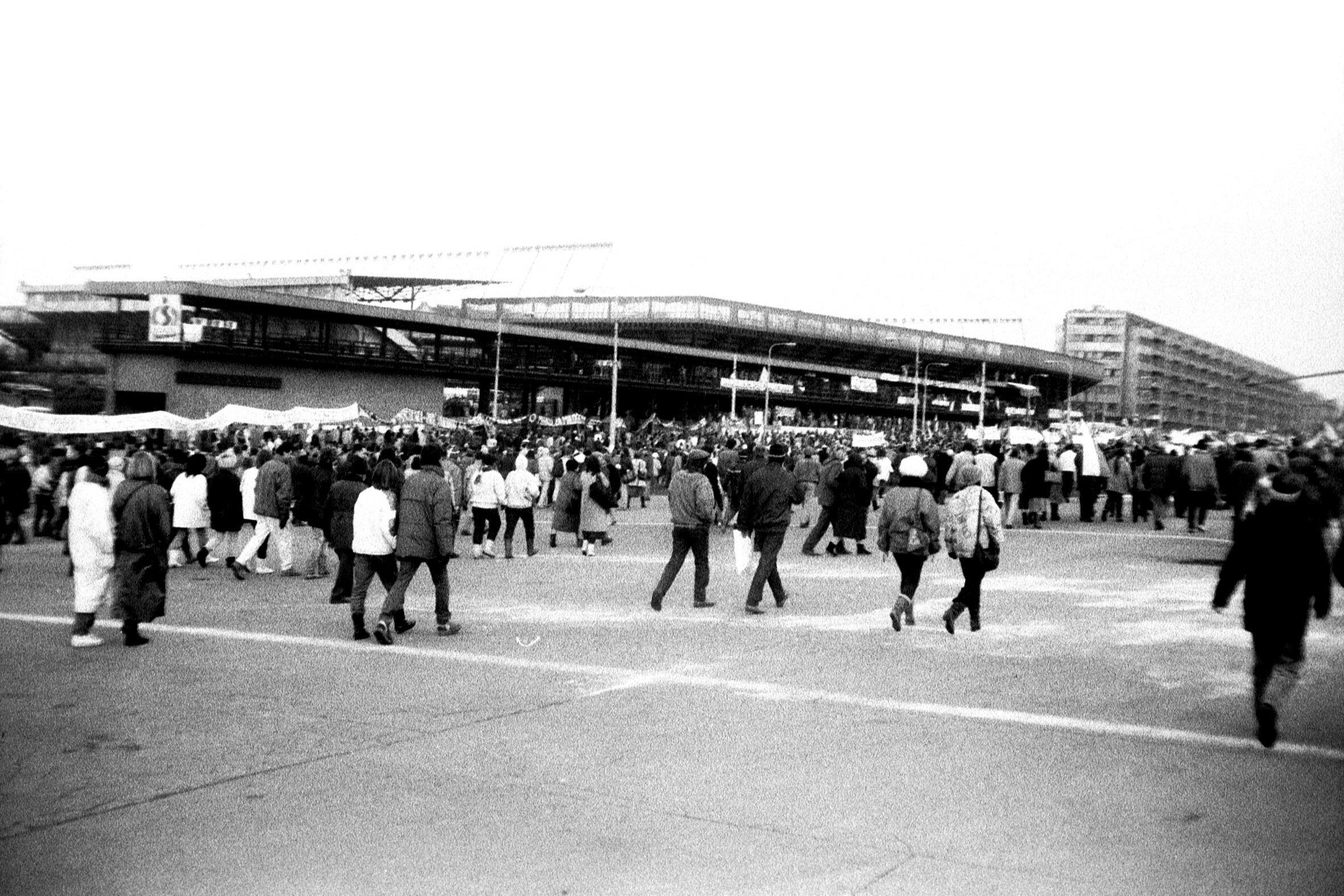
Esplanade du stade Letná de Prague, en 1989.

À Prague, la sélection évolue préférentiellement au stade Letná, l'enceinte du Sparta Prague, qui compte dans les années 1970 et 1980 environ 35 000 places : elle y dispute 78 matchs, de son ouverture en 1921 à 1989. Le dernier match accueilli en octobre 1989 voit une nette victoire des Tchécoslovaques sur les Suisses (3-0) dans la course à la Coupe du monde 1990, devant 34 000 spectateurs. Mais elle utilise aussi le Stadion Slavii de 1923 à 1934, ou encore le gigantesque stade de Strahov, un des plus vastes complexes sportifs au monde, qui accueille 29 matchs de la sélection entre 1927 à 1965, et trois derniers en 1991-1992.
Après la Seconde Guerre mondiale, la sélection commence à jouer en dehors de la capitale. Elle évolue notamment régulièrement à Bratislava, la capitale slovaque, dans le Tehelné pole, résidence du Slovan Bratislava construite par la République slovaque pendant la guerre. D'une capacité initiale de 25 000 places, il est progressivement agrandi jusqu'à pouvoir rassembler le double de spectateurs. Il accueille 37 matchs entre 1948 et 1992, dont une victoire de prestige sur le Brésil en 1968 (3-2) ou le succès décisif sur l'Angleterre (2-1) dans la course à l'Euro 1976. Le dernier match d'importance à s'y dérouler est la réception de la France en septembre 1991 lors des qualifications pour l'Euro 1992, devant 41 à 48 000 spectateurs.
Les autres villes d'accueil du pays sont visitées postérieurement, notamment Ostrava et Brno à partir de 1949 et 1955 respectivement. À Košice, le grand Všešportový areál est inauguré en 1976 avec la réception de l'Union soviétique devant 40 000 spectateurs.

## Personnalités historiques

### Sélectionneurs

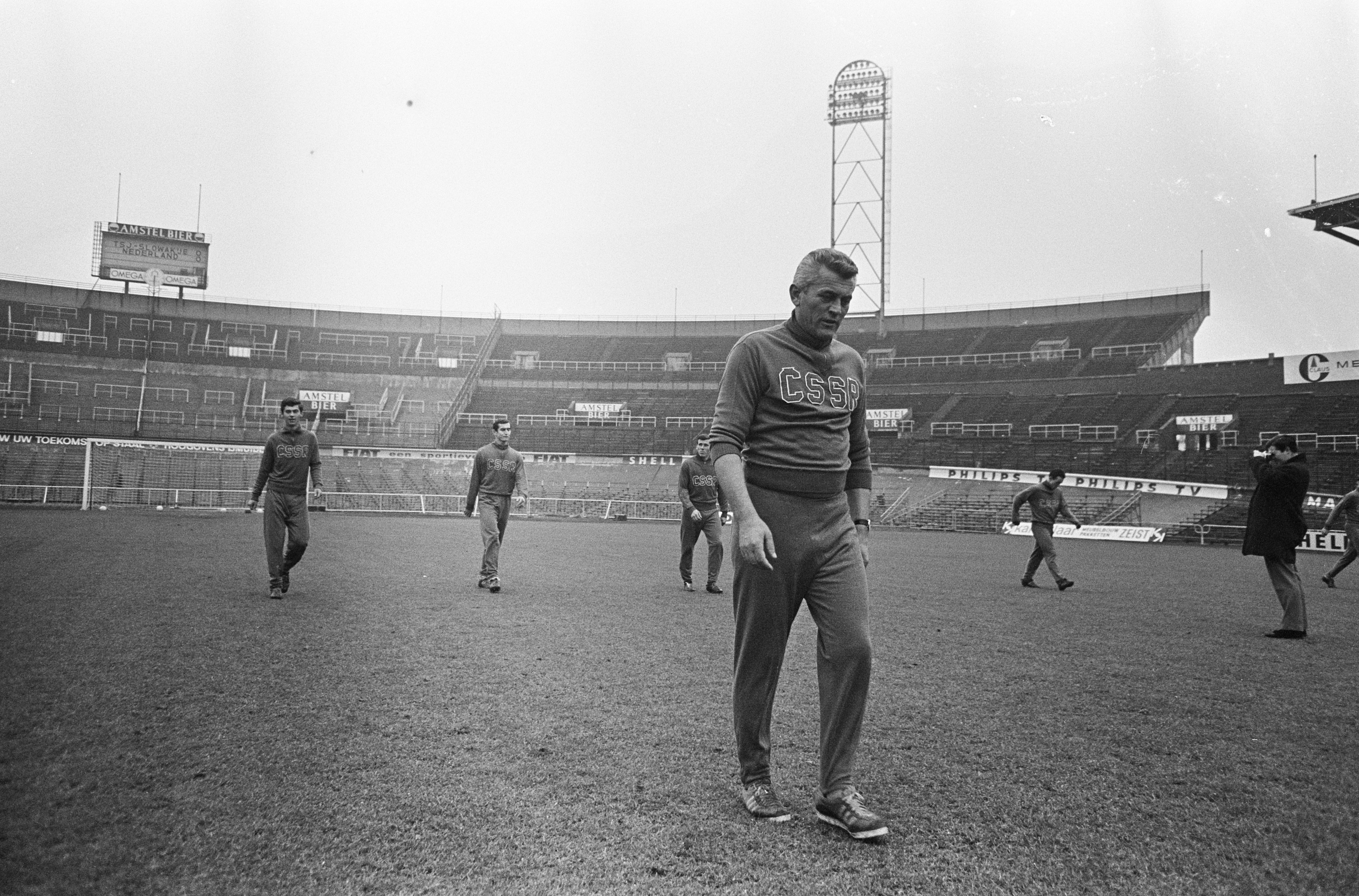
Le sélectionneur Jozef Marko et ses joueurs en 1966.

Entre trente-cinq et quarante techniciens ont exercé la fonction de sélectionneur de l’équipe nationale de Tchécoslovaquie entre 1920 et 1993. À l'exception de l'Écossais John William Madden, entraîneur du Slavia Prague, entraîneur de la Bohême et Moravie en 1911 et membre du comité de sélection lors des Jeux olympiques de 1920, tous sont Tchécoslovaques,. Emblématique entraîneur du Slavia Prague, Madden est considéré comme l'un des inspirateurs du style de jeu tchécoslovaque, et plus largement « danubien », basé sur un jeu de passes courtes et précises pratiqué par des joueurs dotés d'excellentes qualités techniques.

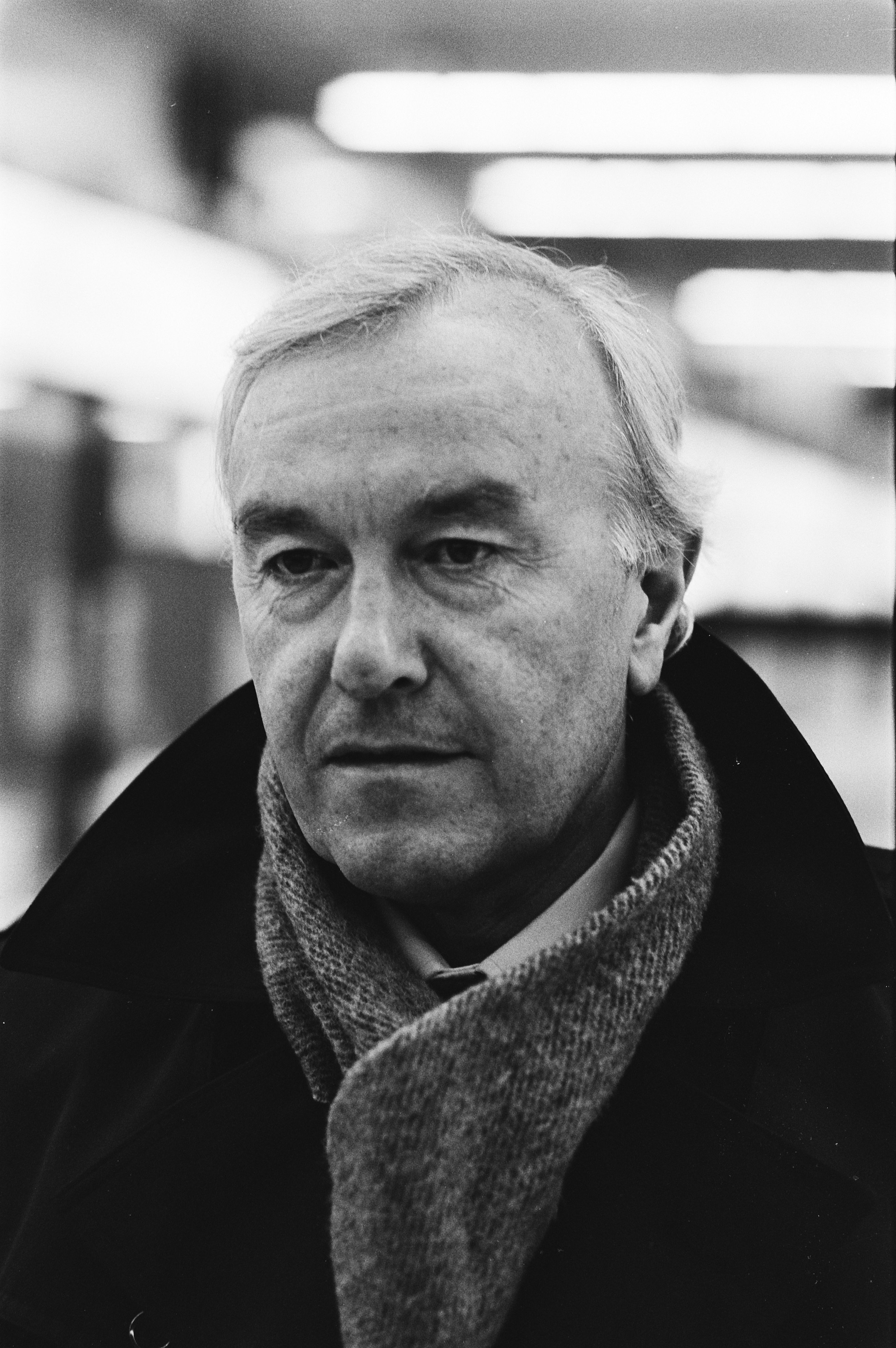
Václav Ježek en 1979.

Peu de ces entraîneurs ont effectué de longs mandats. Václav Ježek est le sélectionneur ayant passé le plus de temps consécutivement à la tête de la sélection ; lors de son premier mandat, long de six ans de 1972 à 1978, il remporte le championnat d'Europe de 1976, le principal titre au palmarès de la sélection. Entraîneur emblématique du Sparta Prague, Ježek accepte d'accompagner Vengloš, son ancien adjoint, en 1988-1990 et termine sa carrière d'entraîneur à la tête de l'éphémère équipe de la « Représentation des Tchèques et des Slovaques » en 1993. Il est élu en 2001 meilleur entraîneur tchèque du XXe siècle.
Lors des deux finales de Coupe du monde de 1934 et 1962, la sélection est dirigée respectivement par Karel Petrů et Rudolf Vytlačil. Ce dernier parvient également à mener les Tchécoslovaques à la troisième place de l'Euro 1960 et remporte avec la sélection olympique la médaille d'argent aux Jeux olympiques de 1964.
Le technicien qui détient le record du nombre de matchs sur le banc de la sélection est Jozef Vengloš avec 74 rencontres, de 1978 à 1982 puis de 1988 à 1990. Vengloš est en 1990 le premier entraîneur non-britannique à être embauché par un club du championnat anglais. Il devance Václav Ježek (60 matchs de 1972 à 1978 puis en 1993), dont Vengloš a été longtemps l'adjoint, Rudolf Vytlačil (36 matchs entre 1959 et 1963) et Jozef Marko (33 matchs entre 1965 et 1970). Vengloš est nommé en 2001 meilleur entraîneur slovaque du  XXe siècle.
Il peut arriver que certains joueurs emblématiques prennent en charge la sélection nationale, bien après leur retraite de joueur. Ainsi, Ladislav Novák (1971 à 1972) et Josef Masopust (1984-1987) sont nommés sélectionneurs, mais sont licenciés en raison de mauvais résultats (Masopust n'arrive pas à qualifier les siens pour l'Euro 1988).

### Joueurs emblématiques

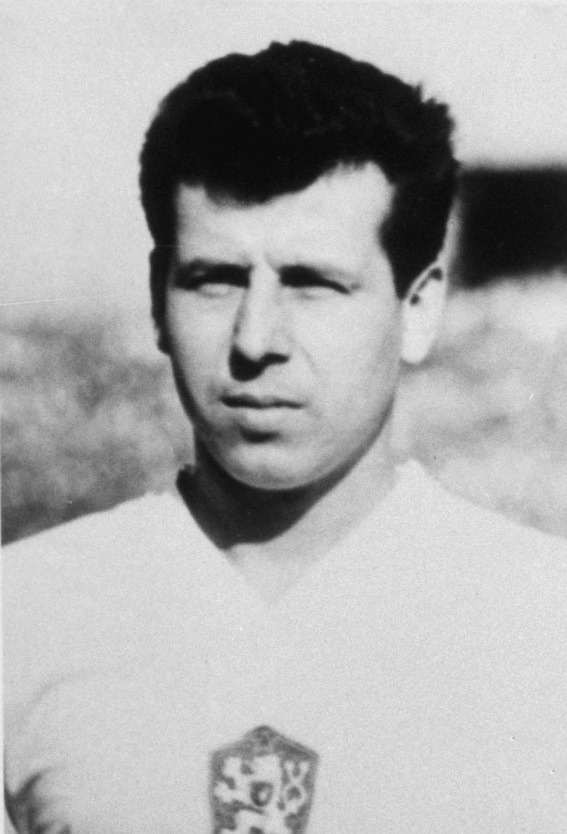
Masopust, Ballon d'or 1962.

Les observateurs s'accordent généralement à considérer que le plus grand joueur tchécoslovaque de l'histoire est Josef Masopust. Occupant le milieu de terrain, il est un joueur exceptionnellement complet, capable de défendre, de passer et de dribbler avec une efficacité égale,. En 1960, il contribue largement à la victoire sur la France, à Marseille, lors du match pour la troisième place du premier championnat d'Europe. Deux ans plus tard, il conduit sa sélection en finale de la Coupe du monde, où il ouvre le score face au Brésil, tenant du titre et futur vainqueur. En fin d'année, il obtient le Ballon d'or. Celui que l'on surnommait le « chevalier tchécoslovaque » est nommé par la Fédération tchèque en 2004 comme le meilleur joueur des cinquante années passées, et est choisi la même année par Pelé dans la liste FIFA 100. La FIFA le nomme joueur de légende du football tchécoslovaque, seul nom de cette liste.
Le capitaine des Tchécoslovaques lors de la Coupe du monde 1934 (et la suivante) est son fameux gardien de but, František Plánička. Ce dernier brille par son courage et ses exploits sur sa ligne de but, malgré une taille très modeste pour son poste (1,72 m).
Oldřich Nejedlý est le meilleur buteur du tournoi en 1934 avec cinq buts en quatre matchs. Outre Plánička et Nejedlý, l'UEFA cite l'ailier Antonín Puč, le meilleur buteur de l'histoire de la sélection, comme un des acteurs majeurs de cette aventure. Josef Silný marque aussi la sélection avec 28 buts en 50 sélections entre 1925 et 1934 : son dernier but est marqué lors de la Coupe du monde de 1934 et il arrête sa carrière sur sa première participation à une Coupe du monde.
L'attaquant Josef Bican est considéré comme l'un des buteurs les plus prolifiques de l'histoire (avec plus de 800 buts), même s'il n'en compte que douze en quatorze sélections avec la Tchécoslovaquie entre 1938 et 1949.
Parmi les coéquipiers de Masopust finalistes de la Coupe du monde 1962, Viliam Schrojf brille au point d'être nommé meilleur gardien de but du tournoi. Ján Popluhár, patron de la défense d'une grande élégance, sera lui nommé en 2004 meilleur joueur slovaque des cinquante dernières années par sa fédération. Il est épaulé en défense par Ladislav Novák, l’inoxydable capitaine de la sélection, et Svatopluk Pluskal. L'attaquant Adolf Scherer marque 22 buts en 36 matchs internationaux et en inscrit trois lors de la Coupe du monde de 1962. Finaliste de cette édition, il arrête sa carrière en 1964, terminant parmi les meilleurs buteurs du pays.
Enfin, parmi les champions d'Europe 1976, six joueurs sont nommés dans l'équipe-type du tournoi : le gardien de but Ivo Viktor, les défenseurs Ján Pivarník, Anton Ondruš et Jaroslav Pollák (ce dernier manque pourtant la finale après son expulsion face aux Pays-Bas), le milieu de terrain Antonín Panenka, et le buteur Zdeněk Nehoda. L'UEFA cite également dans cette équipe les milieux de terrain Jozef Móder et Karol Dobiaš, ainsi que l'attaquant Marián Masný.
Viktor, en étant classé troisième du Ballon d'or 1976, est le seul joueur tchécoslovaque avec Masopust à être apparu sur le podium du trophée. Panenka, quant à lui, doit sa célébrité à la technique particulière de tirer les penaltys qu'il popularise en la tentant en finale alors qu'il est le dernier tireur de la séance de tirs au but : tout d'abord connu comme le « penalty tchèque », ce geste est aujourd'hui connu comme la « Panenka ».
Tomáš Skuhravý est l'un des derniers grands joueurs de la sélection tchécoslovaque. Connaissant sa première sélection en 1985, il joue la Coupe du monde 1990, la dernière du pays encore unifié. En 1993, il joue le dernier match de la sélection avant sa dissolution et joue de 1994 à 1995 avec la Tchéquie.

#### Records
L'attaquant Zdeněk Nehoda, avec 90 sélections entre 1971 et 1987, détient le record du nombre de sélections en équipe de Tchécoslovaquie,. Antonín Puč, avec 34 buts en 60 sélections entre 1926 et 1938, est lui le meilleur buteur de l'histoire de la sélection,.
Pour ce qui est du capitanat, Ladislav Novák est le joueur ayant porté le plus de fois le brassard (71), devant Karel Pešek (44), pilier de la sélection dans les années 1920, et František Plánička (37).
| #   | Joueur             | Période   | Sél. | Buts |
| --- | ------------------ | --------- | ---- | ---- |
| 1.  | Zdeněk Nehoda      | 1971–1987 | 90   | 31   |
| 2.  | Marián Masný       | 1974–1982 | 75   | 18   |
| -   | Ladislav Novák     | 1952–1966 | 75   | 1    |
| 4.  | František Plánička | 1926–1938 | 73   | 0    |
| 5.  | Karol Dobiaš       | 1967–1980 | 67   | 6    |
| 6.  | Josef Masopust     | 1954–1966 | 63   | 10   |
| -   | Ivo Viktor         | 1966–1977 | 63   | 0    |
| 8.  | Ján Popluhár       | 1958–1967 | 62   | 1    |
| 9.  | Antonín Puč        | 1926–1938 | 60   | 34   |
| 10. | Antonín Panenka    | 1973–1982 | 59   | 17   |

| #  | Joueur            | Période   | Buts | Sél. |
| -- | ----------------- | --------- | ---- | ---- |
| 1. | Antonín Puč       | 1926–1938 | 34   | 60   |
| 2. | Zdeněk Nehoda     | 1971–1987 | 31   | 90   |
| 3. | Oldřich Nejedlý   | 1931–1938 | 28   | 43   |
| -  | Josef Silný       | 1925–1934 | 28   | 50   |
| 5. | Adolf Scherer     | 1958–1964 | 22   | 36   |
| -  | František Svoboda | 1927–1937 | 22   | 43   |
| 7. | Marián Masný      | 1974–1982 | 18   | 75   |
| 8. | Antonín Panenka   | 1973–1982 | 17   | 59   |
| 9. | Jozef Adamec      | 1960–1971 | 14   | 44   |
| -  | Tomáš Skuhravý    | 1985–1993 | 14   | 43   |

#### Galerie

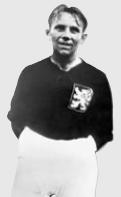
Nejedlý, meilleur buteur de la Coupe du monde 1934.
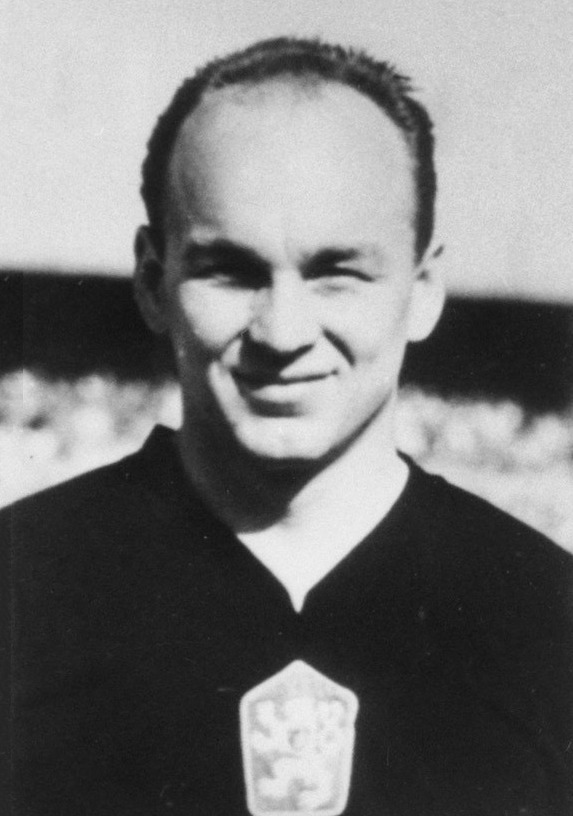
Schrojf, meilleur gardien de but de la Coupe du monde 1962.
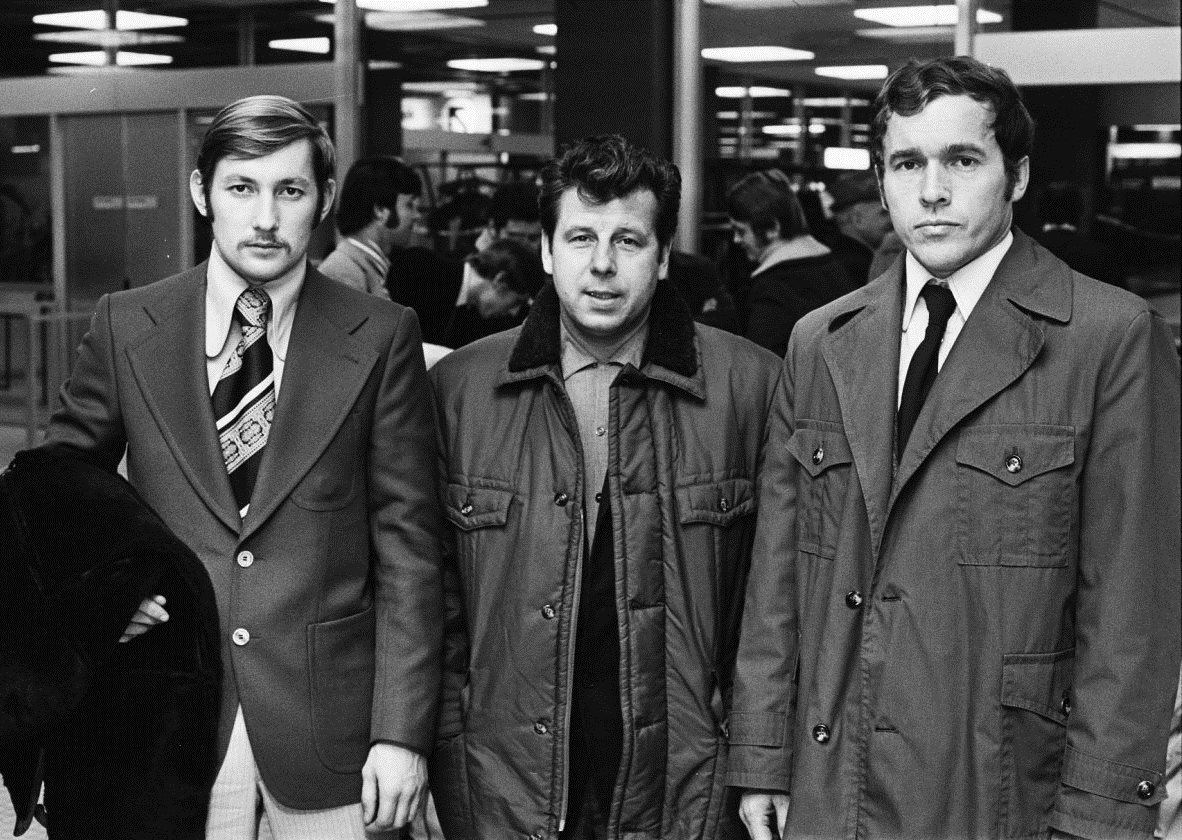
Zdeněk Nehoda, Josef Masopust et Ivo Viktor en 1974.
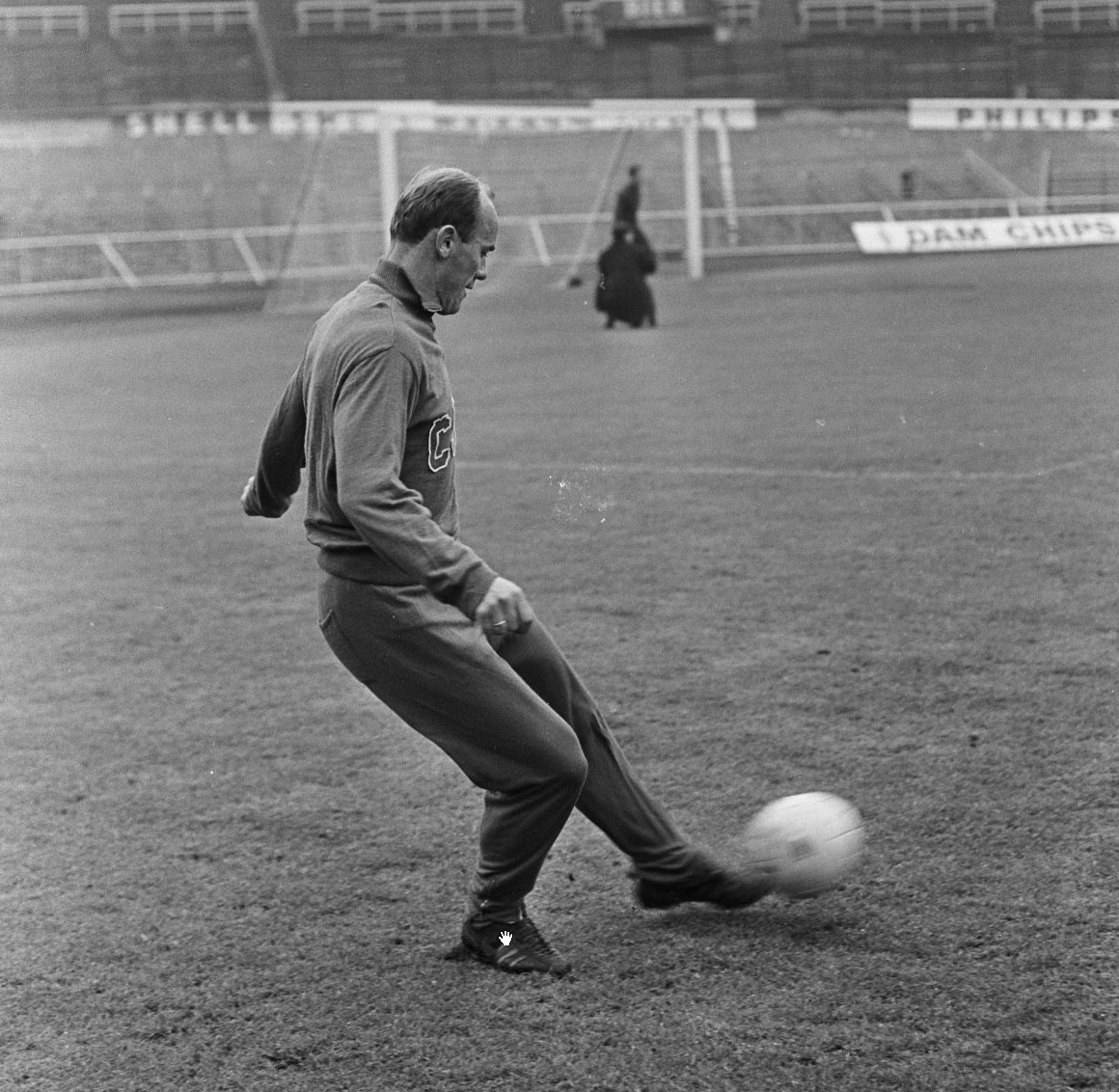
Ján Popluhár, nommé meilleur joueur slovaque des années 1954-2004.
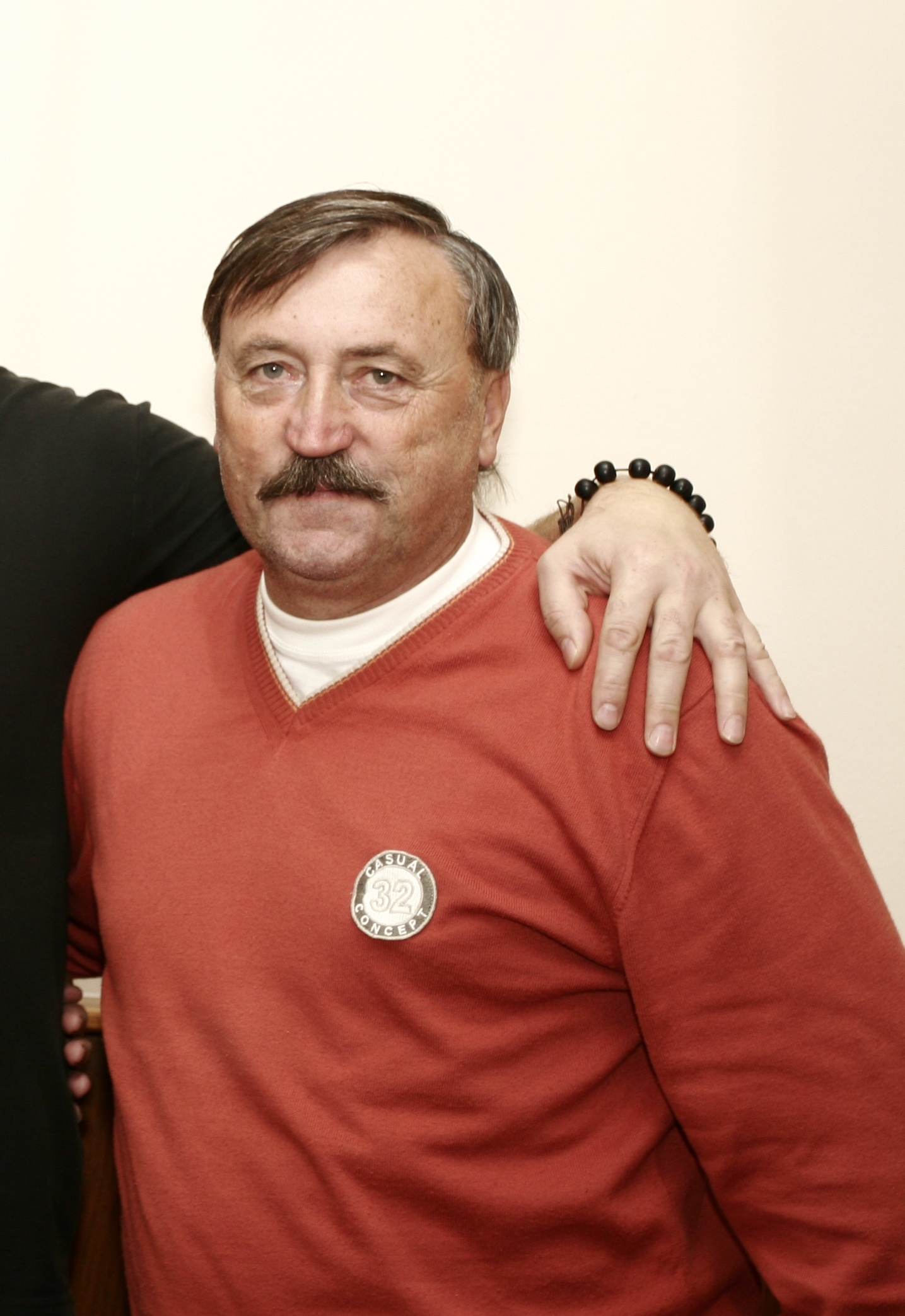
Antonín Panenka donne son nom à une façon de tirer les pénaltys.

## Statistiques
D'après la Rec.Sport.Soccer Statistics Foundation, l'équipe de Tchécoslovaquie a disputé 499 matchs officiels entre 1920 et 1993, pour 228 victoires et 155 défaites,.

### Nations affrontées
Les sélections les plus fréquemment affrontées par la Tchécoslovaquie sont la Hongrie (39 matchs, pour 10 victoires et 19 défaites) et l'Autriche (36 matchs, pour 17 victoires et 8 défaites). Cette fréquence s'explique par la proximité des pays, qui facilite l'organisation des rencontres amicales, et la participation conjointe aux différentes éditions de la Coupe internationale européenne. Suivent par ordre décroissant la Yougoslavie (30 matchs), la Roumanie (29), la Suisse (27) et l'Italie (26), deux concurrents réguliers en Coupe internationale, puis la France (20), la Pologne (19) et le Brésil (17).
Le Brésil est la sélection que la Tchécoslovaquie a le plus fréquemment rencontrée en Coupe du monde, à cinq reprises, pour trois victoires brésiliennes et deux matchs nuls. Elles se sont notamment disputées la finale de 1962 et un quart de finale en 1938 (joué en deux fois).

Carte des équipes rencontrées par la Tchécoslovaquie.
Nombre de matchs disputés contre l'équipe de Tchécoslovaquie de football :
De un à trois matchs
De quatre à neuf matchs
De dix à quatorze matchs
Plus de quinze matchs

### Records
Les deux victoires les plus larges enregistrées par la Tchécoslovaquie, sur le score de sept buts à zéro, le sont contre le même adversaire, la Yougoslavie. Elles se déroulent le 28 août 1920 dans le cadre de Jeux olympiques à Anvers, puis le 28 octobre 1925 en match amical à Prague. Lors de la 4e édition de la Coupe internationale, le 19 septembre 1937, les Tchécoslovaques concèdent la plus large défaite de l’histoire de la sélection contre la Hongrie sur le score de huit buts à trois, à Budapest.
Jusqu'en 2002, le record du but le plus rapide de la Coupe du monde était détenu par la Tchécoslovaquie. Ce dernier avait été marqué par Václav Mašek après quinze secondes de jeu, lors du match contre le Mexique du 7 juin 1962 disputé pour le compte du premier tour de la Coupe du monde au Chili. Ce record est battu quarante ans plus tard lors du match pour la troisième place, avec un but du Turc Hakan Şükür face à la Corée du Sud, marqué onze secondes après le coup d'envoi.
La Tchécoslovaquie est la seule sélection nationale ayant remporté chacune de ses séances de tirs au but, sans jamais en manquer un seul.
Le joueur le plus jeune de la sélection est l'ailier Antonín Puč (19 ans et 43 jours), sélectionné pour la première fois lors du match contre la Yougoslavie en 1926. Le joueur le plus vieux est le gardien de but Ivo Viktor, qui joue son dernier match en 1977, à l'âge de 35 ans et 172 jours.
La plus grande affluence d'un match de la sélection tchécoslovaque est atteinte en 1956 au stade Maracanã face au Brésil lors d'un match amical, qui se termine par une victoire 1-0 des Tchécoslovaques devant 130 000 spectateurs. À domicile, la plus grande affluence est enregistrée en 1968 lors d'un match amical contre le Brésil également, qui rassemble 60 000 spectateurs au Tehelné pole de Bratislava.

### Classement FIFA
La dernière année de son existence réelle (1993), l'équipe de Tchécoslovaquie est officiellement renommée « Représentation des Tchèques et des Slovaques » (RTS). Elle figure pendant quelques mois dans le classement FIFA, créé au cours de la même année, en 1993. C'est l'équipe de Tchéquie qui lui succèdera directement dans ce classement.
| Année               | Août 1993 | Sep. 1993 | Oct. 1993 | Nov. 1993 | Déc. 1993 |
| ------------------- | --------- | --------- | --------- | --------- | --------- |
| Classement mondial  | 15        | 17        | 21        | 19        | 19        |
| Classement européen | 12        | 13        | 15        | 14        | 14        |